# マギアレコード 魔法少女まどか☆マギカ外伝のキャラクター一覧
- 魔法少女まどか☆マギカ
  - 魔法少女まどか☆マギカの関連作品 > マギアレコード 魔法少女まどか☆マギカ外伝 / アニメ版 > マギアレコード 魔法少女まどか☆マギカ外伝のキャラクター一覧
  - 魔法少女まどか☆マギカのキャラクター一覧 > マギアレコード 魔法少女まどか☆マギカ外伝のキャラクター一覧

『マギアレコード 魔法少女まどか☆マギカ外伝のキャラクター一覧』（マギアレコード まほうしょうじょまどかマギカがいでんのキャラクターいちらん）は、スマートフォン向けゲームアプリ『マギアレコード 魔法少女まどか☆マギカ外伝』およびそれを原作とした漫画・舞台作品・テレビアニメに登場するキャラクターの一覧である。
本記事の記述は公式ウェブサイトなどで明示されている以外のキャラクターの配役・キャラクターデザイン・所属校などについては、ゲーム内のアーカイブ機能「魔法少女」に記載されているプロフィールに準拠する。 アニメ版における差異に関しては『マギアレコード 魔法少女まどか☆マギカ外伝 (アニメ)#登場キャラクター』を、原作となるアニメ『魔法少女まどか☆マギカ』に登場する魔法少女や、外伝漫画作品の魔法少女などについては『魔法少女まどか☆マギカのキャラクター一覧』を参照。
担当声優はゲーム版・アニメ版で共通である。舞台版の出演者については『マギアレコード 魔法少女まどか☆マギカ外伝#舞台』を参照。

## 主要なキャラクター
メインストーリーに登場するキャラクターのうち、メッセージウィンドウの名前表記が下の名前のみになっている者を、それぞれが所属しているグループごとにまとめる。
レアリティ表記は初期のもの。プレイアブル未実装のキャラクターについては判明分のみ表記。

### 神浜市の魔法少女

#### チームみかづき荘
本作品のメインキャラクター。チーム名はやちよの自宅「みかづき荘」から命名されており、鶴乃以外はみかづき荘へ下宿している。メインストーリーはチームみかづき荘を中心に物語が展開される。
環 いろは（たまき いろは）
声 - 麻倉もも / キャラクターデザイン - 蒼樹うめ
属性 - ライト / タイプ - ヒール / レアリティ - 星1
本作品の主人公。宝崎市立第一中学校（第1部4章まで）→神浜市立大附属学校（同5章以降）所属の15歳の中学3年生。8月22日生まれ。繰り返し見る不思議な「夢」の真相を確かめるために神浜市を訪れ、夢に出る謎の少女が自身の妹・ういであることを思い出してからは、ういとの再会を目指して行動する。
作品の開始時は宝崎市にて父・母・いろは・ういの家族4人で暮らしていたが、「ミザリーウォーターのうわさ」の討伐後にみかづき荘へ下宿し、神浜市立大附属学校に通い始める。神浜に来た当初はやちよの助手として噂に関する調査に関わっていたが、記憶ミュージアムでのやちよとの一件を経てチームみかづき荘のリーダーとなる。
「妹の病気を治すこと」を願って契約したため、治癒魔法を得意としている。12章で自分の固有魔法が治癒ではなく「対象の時間の巻き戻し」と判明する。
TVスポット第1弾（2016年9月30日公開）にて容姿が明かされ、公式ウェブサイトのリニューアル（2016年12月26日）に合わせて名前と担当声優および詳細なデータが公開された。
プレイアブルキャラクターとしてはガチャからの排出はなし。全プレイヤーが最初から必ず一体所持した状態でゲームが始まる。
2018年1月15日より星4まで覚醒が可能になり、2019年3月11日より星5まで覚醒が可能になった。
∞いろは（インフィニットいろは）
声 - 麻倉もも / キャラクターデザイン - 蒼樹うめ
属性 - ライト / タイプ - インフィニット / レアリティ - 星4
メインストーリー第2部第11章において、絶望しキモチに支配されたラビを救うため、いろはがういと小さなキュゥべえの協力を得て、全てのキモチの思いを受け止め融合した姿。第12章では鏡の魔女を倒すべく再びこの姿になろうとするも、小さなキュゥべえを殺害されて阻止される。しかし過去の自分にこれから起こる事を伝えたことで成功し、鏡の魔女及びみこと達の呪いを受け止め、ウワサとなった魔法少女を元に戻したうえで自動浄化システムを広げた事で呪いを浄化する。しかし代償として自身の存在が他の人達に認識されなくなってしまった。その後は「マギアレコード」と呼ぶ記録の世界でうい、灯花、ねむと共に魔法少女達の記録を纏めていたが、過去に向かっている内に象徴の魔女の干渉を受けて概念が揺らぎ消滅の危機に陥る。魔法少女たちの協力を得て概念が回収され、象徴の魔女を倒したことで復帰できただけでなく、ういとともに元の姿で帰還、以降は現実世界と「マギアレコード」とを行き来出来るようになった。
本作品の5周年記念キャンペーンの1つとして、2022年8月22日に『期間限定 ∞いろは(インフィニットいろは) ピックアップガチャ』で実装された。
七海 やちよ（ななみ やちよ）
声 - 雨宮天 / キャラクターデザイン - 蒼樹うめ
属性 - アクア / タイプ - バランス / レアリティ - 星2
神浜市立大学に通う19歳の大学1年生兼ファッションモデル、チームみかづき荘の実質的リーダー格で、いろはがリーダーを担うようになってからも共にチームをまとめる立場にある。魔法少女歴7年のベテラン魔法少女。戦闘経験も非常に豊富で、自他共に最強格と評されている鶴乃を複数の搦め手で鎮圧するなど、その実力は高い。
契約時の願いは「（モデル時代に組んでいたユニットで）自分がリーダーとして生き残ること」。固有魔法は「魔法少女の希望を受け継ぐ力」だが、神浜聖女のウワサを纏ったマミと戦う以前は「他者を犠牲にして生き残る」ことだと思い込んでいた。
自宅である「みかづき荘」は、かつて祖父母が下宿屋を営んでおり、それをやちよが譲り受けたもので、その関係で宿泊施設としての機能を有する。
TVスポット第1弾（2016年9月30日公開）にて容姿、第1弾PV（2017年2月10日公開）にて名前がそれぞれ明かされ、6週連続キャラ別CM第2弾の公開（2017年3月17日）に合わせて担当声優と詳細なデータが発表された。
2018年1月15日より星5まで覚醒が可能になった。
七海やちよ ヒストリアver.
声 - 雨宮天 / キャラクターデザイン - 蒼樹うめ
属性 - アクア / タイプ - ミスティック / レアリティ - 星4
象徴の魔女との決戦において、過去の時代やその時代の魔法少女を救うため、未来への使者としていろはが作った鏡を用いてやちよが過去へ向かい、過去の魔法少女から託された希望によって変化した姿。
プレイアブルキャラクターとしては2023年8月17日に実装。
由比 鶴乃（ゆい つるの）
声 - 夏川椎菜 / キャラクターデザイン - 蒼樹うめ
属性 - フレイム / タイプ - マギア / レアリティ - 星2
自称「最強の魔法少女」。神浜市立大附属学校に通う17歳の高校2年生。基本的には猪突猛進で落ち着きがないが、その実頭の回転は速く、学校での成績も学年1位を取る優等生。「最強」という高い目標に違わない実力者であり、やちよからもその力を認められている。普段は父親が営む中華料理店「万々歳」（ばんばんざい）の看板娘として配膳や出前の仕事を行っている。
実家である由比家は元・地元の名士。店もかつては名店と呼ばれており、その隆盛を支えた祖父・曾祖父を誇りに思っている。このことから、私欲で祖父らの遺品に手を付けようとした母親たちを止めるために「宝くじの一等賞を当てる」ことを願って魔法少女となった。しかし願いの結果高額の当選金を得るも由比家の現状自体は変わらず、この一件から「自分が最強の魔法少女になれば、お金も家族も全て問題は解決する」という考えを持つようになる。
TVスポット第1弾（2016年9月30日公開）にて容姿、第1弾PV（2017年2月10日公開）にて名前がそれぞれ明かされ、6週連続キャラ別CM第4弾の公開（2017年3月31日）に合わせて担当声優と詳細なデータが発表された。
2017年11月30日より星5まで覚醒が可能になった。
ウワサの鶴乃
声 - 夏川椎菜 / キャラクターデザイン - 蒼樹うめ
属性 - フレイム / タイプ - アタック / レアリティ - 星3
鶴乃がキレートマスコットのウワサと一体化した姿。初期レアリティは星3だが、最初から星5まで覚醒させることができる。
プレイアブルキャラクターとしては2018年6月1日に『期間限定 ウワサの鶴乃ピックアップガチャ』で実装された。
深月 フェリシア（みつき フェリシア）
声 - 佐倉綾音 / キャラクターデザイン - 蒼樹うめ
属性 - ダーク / タイプ - アタック / レアリティ - 星2
神浜市において傭兵を生業としている魔法少女。中央学園に通う13歳の中学1年生。好きな少年漫画の影響で一人称が「オレ」であるなど、やや乱暴な言葉づかいをしている。魔法少女としての力量は確かだが、粗野で自制の利かない性格と良心に欠ける言動が目立つことから、傭兵としての評判は芳しくない。
過去に自身が行ったいたずらが原因で両親を失い、その事実から逃避するために「今起きたことを無かったことにして欲しい」という願いで魔法少女になる。その結果自身の記憶が「両親は魔女に殺された」というものに改変され、魔女のことを憎むようになった。しかし第2部で結菜の手により本来の記憶を取り戻し自暴自棄に陥ったところをキモチに乗っ取られかけるも、旭により救われる。
TVスポット第1弾（2016年9月30日公開）にて容姿が明かされ、6週連続キャラ別CM第3弾の公開（2017年3月24日）に合わせて名前と担当声優および詳細なデータが発表された。プレイアブルキャラクターとしては2017年9月4日に実装され、2018年8月2日より星5まで覚醒が可能になった。
二葉 さな（ふたば さな）
声 - 小倉唯 / キャラクターデザイン - 蒼樹うめ
属性 - フォレスト / タイプ - ディフェンス / レアリティ - 星2
自分に自信を持つことが出来ない魔法少女。水名女学園に所属する14歳の中学2年生。物心つく前に実父が病死しており、母親の再婚に伴い実母と義父・義兄・義弟が住む家で生活していたが、エリート思考を持つ義父一家に馴染めず、どこにも居場所がないという思いから「透明になりたい」という願いでキュゥべえと契約し、一般の人間からは感知されない存在となる。
魔法少女になってからは「名無しさんのうわさ」の結界内に自ら望んで身をおいていたが、その結界の主である名無し人工知能のウワサ・アイに諭されて、いろはたちと共に外の世界へと戻る。第2部では絵本作家としての活動を開始する。
TVスポット第1弾（2016年9月30日公開）にて容姿が明かされ、6週連続キャラ別CM第5弾の公開（2017年4月7日）に合わせて名前と担当声優および詳細なデータが発表された。プレイアブルキャラクターとしては2017年10月23日に実装され、2019年3月25日より星5まで覚醒が可能になった。
環 うい（たまき うい）
声 - 石見舞菜香 / キャラクターデザイン - 蒼樹うめ
属性 - ダーク / タイプ - バランス / レアリティ - 星4
環いろはの妹で、11歳。かつては何らかの病を患って「里見メディカルセンター」へ入院しており、灯花・ねむと共に入院生活を過ごしていた。いろはの契約の願いによって完治した後、灯花が考案した「穢れの自動浄化システム」の実現のために魔法少女になるが、手に入れた「回収」の能力の暴走によって魔女化しかけたため、ねむによる咄嗟の措置で魂は小さいキュゥべえの中へ、肉体は半魔女（イブ）に囚われることになる。これが原因で作品の開始時は世界からその存在が「無かったこと」となっており、人々の記憶からも消えていた。
小さいキュゥべえとイブの接触によって元に戻った後は、いろはと共にみかづき荘に住み神浜市立大附属学校へ通い始める。
第2部ではキモチがイブがバラバラになったものであることからキモチの位置をある程度感知でき、それが理由でプロミストブラッドに誘拐されたこともあった。その後8章で自動浄化システムの制御がキュゥべえに奪われた事にいち早く気付き、キュゥべえからコアになれるのはイブのオリジナルたる自分自身であることを知らされる。そして自らシステム奪還のためにコアとなろうとするが、1巡目では小さなキュゥべえを殺された後、鏡の魔女に一瞬の隙を突かれ自身も殺されてしまい、回収能力も奪われてしまった。2巡目では小さなキュゥべえ殺害を阻止しキモチと融合に成功するが、いろはと灯火、ねむと共に存在を認識できなくなっていたが、象徴の魔女との一件を経ていろはとともに現実世界に帰還する。
TVスポット第2弾（2016年12月26日公開）にて容姿が明かされ、プレイアブルキャラクターとしては2019年4月26日に実装された。

#### ももこたちのチーム
ももこ・かえで・レナの3人で構成されるチーム。
十咎 ももこ（とがめ ももこ）
声 - 小松未可子 / キャラクターデザイン - 蒼樹うめ
属性 - フレイム / タイプ - バランス / レアリティ - 星4
神浜市立大附属学校に通う高校1年生の16歳。男兄弟に囲まれて育った気さくで面倒見の良い姉御肌な少女。自他ともに認める男っぽい性格ではあるが、根っこの部分では繊細で臆病。本来は年頃の少女らしく可愛いものが好きで、女性アイドルのファン活動が趣味。
以前はやちよ・鶴乃と組んで行動していたが、とある出来事がきっかけで離別し、現在はレナ・かえでとの3人チームのリーダーを務めている。「調整屋」のみたまとは親交が深く、代金の代わりに彼女の頼みを聞くこともある。
戦闘力は高いものの肝心な場面でドジを踏むことが多く、本人もその「タイミングの悪さ」を嘆く場面が多々見られる。魔法少女になる際も「好きな人に告白する勇気が欲しい」と願って告白に向かうも、タイミングが悪く思いを伝える前に失恋してしまった。
第1弾PV（2017年2月10日公開）にて容姿、ゲームシステム紹介PV（2017年7月14日公開）で名前がそれぞれ明かされ、2017年7月19日に公式ウェブサイトの登場人物紹介にて担当声優とデータが発表された。
秋野 かえで（あきの かえで）
声 - 大橋彩香 / キャラクターデザイン - 蒼樹うめ
属性 - フォレスト / タイプ - マギア / レアリティ - 星3
神浜市立大附属学校に通う、弱気で戦うことが苦手な少女。中学2年生の14歳。自然に囲まれた自宅の環境を守るために、「環境を壊す原因となるマンションの建設をなかったことにしてほしい」という願いで魔法少女になった。
第1弾PV（2017年2月10日公開）にて容姿、谷口淳一郎（原作アニメのメインスタッフ）のツイッター（2017年7月12日投稿分）にて下の名前、『月刊アプリスタイル』2017年9月号（2017年7月28日発売）にて姓と詳細なデータがそれぞれ明かされた。2017年8月2日に公式ウェブサイトの登場人物紹介にて担当声優とデータが発表された。
2018年9月3日より星5まで覚醒が可能になった。
水波 レナ（みなみ レナ）
声 - 石原夏織 / キャラクターデザイン - 蒼樹うめ
属性 - アクア / タイプ - アタック / レアリティ - 星4
神浜市立大附属学校に通う勝ち気な少女。15歳の中学3年生。気弱なかえでとは些細なことでしょっちゅう喧嘩が起き、その度にももこに仲裁されている。
人と上手く付き合えない自分自身にコンプレックスを持っており、「別人に変わりたい」を願いに魔法少女となった。女性アイドルのファン活動が趣味で、共通の趣味を持ち、かつ経緯や理由は違えど「もっと違う自分だったら」という想いを抱いているももこに対してはシンパシーを感じている。
第1弾PV（2017年2月10日公開）にて容姿、ゲームシステム紹介PV（2017年7月14日公開）で名前、『月刊アプリスタイル』2017年9月号（2017年7月28日発売）にて詳細なデータがそれぞれ明かされた。2017年8月3日に公式ウェブサイトの登場人物紹介にて担当声優とデータが発表された。

#### マギウスの翼
メインストーリー第1部にて、いろはたちと対立する魔法少女の集団。「魔法少女たちの救済」を活動理念に掲げた魔法少女の組織。マギウスと呼ばれる三人の魔法少女を筆頭に、白いフードを被った幹部格の白羽根と、黒いフードを被った末端の黒羽根で構成されている。
アリナ・グレイ (Alina Gray)
声 - 竹達彩奈 / キャラクターデザイン - 蒼樹うめ
属性 - フォレスト / タイプ - アタック / レアリティ - 星4
マギウスの一人。弱冠16歳にして様々な賞を受賞している天才芸術家で、英語交じりの日本語で話すのが特徴。栄総合学園に所属する高校1年生であり、美術部に所属しているが、後輩の御園かりんいわく「はみ出し者」らしい。部員がかりん一人しかおらず、部室も持っていない漫画研究部の活動に教室を共同で使用することを認め、絵の下手なかりんの指導も厳しく行っている。
芸術家としてスランプに陥っているときにキュゥべえと出会い、「誰も邪魔されないアトリエが欲しい」という願いで魔法少女となった。結果的に魔法少女となったことでスランプを脱し、以降は魔女空間と魔女に魅了されたことから、それらを素材とした芸術作品を作ろうと考えるようになる。
第1部の最終決戦において、ホーリーアリナとなりエンブリオ・イブと共に神浜市を破壊しようとするもねむに敗北し行方不明となる。その後は記憶喪失となって入院していたが、その記憶は彼女に憑依した鏡の魔女が奪っていたことが判明し、果てなしのミラーズの最奥部で出会ったみことと協力関係に。しかしみことの求める滅びでは自身が望むアートが作れないために彼女を見限り、鏡の魔女との戦いで人々が生きようと足掻く姿に美を見出した。その後は海外で活動を始める。
プレイアブルキャラクターとしては2018年3月2日に実装された。
ホーリーアリナ
声 - 竹達彩奈 / キャラクターデザイン - f4samurai・劇団イヌカレー（泥犬）
属性 - フォレスト / タイプ - アタック / レアリティ - 星4
ウワサのためのエネルギーを回収するために、アリナが「毛皮神のウワサ」を自らに憑依させた姿。
プレイアブルキャラクターとしては2018年12月11日に『期間限定ガチャ 聖夜を彩る芸術家』で実装された。

里見 灯花（さとみ とうか）
声 - 釘宮理恵 / キャラクターデザイン - 蒼樹うめ
属性 - フレイム / タイプ - マギア / レアリティ - 星4
マギウスの一人であり、ドッペルのシステムを生み出した張本人。うい・ねむと同じ11歳。「里見メディカルセンター」の院長の娘で、うい・ねむと同じ病院に入院していた非常に聡明な少女。現在は聖リリアンナ学園に通っている。
非科学的なことを信じない現実主義者であり、入院していたころは想像力が豊かなねむとは些細なことでしょっちゅう喧嘩し、そのたびにういに仲裁されていた。
一時退院中に発見した叔父・太助の原稿から魔法少女の存在を知り、その後キュゥべえから魔法少女の真実を聞き出したこともあって、魔法少女となったいろはを魔女化の運命から救うべく「穢れの自動浄化システム」を考案し、キュゥべえが持つ「エネルギー変換」の能力を契約の願いとして魔法少女になる。その結果ういの存在をこの世界から隔離せざるを得ない状況を招き、小さいキュゥべえとイブが接触するまでういといろはに関する記憶を失っていた。マギウスの翼による事件後は魔法少女らによる裁判を受けてねむ共々変身を制限されることとなる。第2章では神浜市内でのみ機能している「自動浄化システム」を世界に広めるべく、研究を続けている。そして第8章で魔法少女の存在を広めるための第一段階およびマギウスの事件を引き起こした贖罪としてねむと共に変身し自爆するも、ソウルジェムは無事である。第12章ではねむと共にウワサの女王として復活した。そしていろはがウワサと化した魔法少女を戻に戻した際、ねむ、いろはと共にその存在を認識されなくなった。その後はねむと共にマギアレコードの管理と運営を担当する。
プレイアブルキャラクターとしては2019年3月5日に実装された。
柊 ねむ（ひいらぎ ねむ）
声 - 諸星すみれ / キャラクターデザイン - 蒼樹うめ
属性 - フォレスト / タイプ - サポート / レアリティ - 星4
マギウスの一人であり、うわさを生み出した張本人。灯花・ういと同じ11歳で、2人と同じ病院に入院していた小説家志望の文学少女。現在は参京院教育学園に通っている。
灯花が考案した「穢れの自動浄化システム」の実現のために、キュゥべえが持つ「具現化」の能力を契約の願いとして魔法少女になる。灯花と同様、小さいキュゥべえとイブが接触するまで、ういといろはに関する記憶を失っていた。毛皮神のウワサをまとったアリナとの戦いの後、ドッペルを酷使し続け、風の伝道師のウワサを作り出した代償として車椅子生活となり、また魔法少女らによる裁判を受けて灯花共々変身を制限される。第8章で魔法少女の存在を広めるための第一段階およびマギウスの事件を引き起こした贖罪として灯花と共に変身し自爆するも、ソウルジェムは無事である。
実は宇宙の意思から逃れるべく、いろはが全てのキモチを入手し、ういが浄化システムを奪還した時、眠りについた魔法少女がウワサとして復活する「うわさ」を作っており、第12章では灯花と共にウワサの女王として復活した。そしていろはがウワサと化した魔法少女を戻に戻した際、灯花、いろはと共にその存在を認識されなくなった。その後はねむと共にマギアレコードの管理と運営を担当する。
プレイアブルキャラクターとしては2019年3月15日に実装された。
天音 月夜（あまね つくよ）
声 - 内田真礼 / キャラクターデザイン - 鮠水ちか
属性 - ダーク / タイプ - バランス / レアリティ - 星4
マギウスの翼の幹部「白羽根」の一人。月咲の双子の姉であり、「努力と我慢と月咲ちゃんは裏切らない」を信条としている。常に語尾に「ございます」を着けるお嬢様言葉で話し、常に落ち着いた表情をしていることが特徴。水名女学園に所属する高校2年生の17歳で、そこで琴曲部の部長を務めている。
本名は明槻（あかつき）月夜。両親は幼いころに離婚しており、月夜は母方に引き取られ「明槻家」の子として厳格な祖母の元で、月咲は父方に引き取られて「天音竹工房」を支える女房役として育てられた。互いに姉妹であることを知らない状態で出会い唯一無二の親友となるも、育った環境による価値観の違いから衝突。そのことに深く傷ついた2人は、「もうお互いに嫌いになりたくない」という願いで魔法少女となった。
プレイアブルキャラクターとしては2017年11月30日に実装された。
天音 月咲（あまね つかさ）
声 - 内田彩 / キャラクターデザイン - 鮠水ちか
属性 - ライト / タイプ - マギア / レアリティ - 星3
マギウスの翼の幹部「白羽根」の一人。月夜の双子の妹であり、「努力と元気と月夜ちゃんは絶対に裏切らない」を信条としている。元気のある明るい口調で話し、常に笑顔を浮かべていることが特徴。工匠学舎に通う高校2年生の17歳。第2部では姉と共にマギアユニオンに参加していたが、8章で密かに姉と会っていたことが両親にばれて姉妹共々自宅に閉じ込められ、9章で姉妹の思い描く未来を実現すべくネオマギウスに寝返るも、10章で月夜たちの説得を受けて元に戻る。
プレイアブルキャラクターとしては2017年11月30日に『みたまの特訓 天音姉妹・鶴乃編』のクエスト報酬として実装され、2019年7月1日より星5まで覚醒が可能になった。
梓 みふゆ（あずさ みふゆ）
声 - 中原麻衣 / キャラクターデザイン - 蒼樹うめ
属性 - ダーク / タイプ - サポート / レアリティ - 星4
マギウスの翼に所属し、マギウスとマギウスたちに付いてくる魔法少女たちを結ぶという役割を持っている魔法少女。19歳。羽根たちのまとめ役であり、その信頼は厚い。救済を求めてマギウスの側に属しているものの、その一方でマギウスの苛烈なやり口には疑問を感じている。
水名区の旧家出身で、毎日の稽古事やしきたりで精神が疲弊していたところにキュゥべぇに出会い、「（せめて夢の中だけは）ふつうの女の子になりたい」と願い魔法少女となった。やちよとは幼馴染であり仲も良かったが、1年前に起きた出来事（かなえやメルの死）がきっかけで側を離れてしまう。水名女学園のOGでもあり、同校に通っている月夜とは彼女が魔法少女になる前から親交がある。マギウスの翼による事件後は、薬学部に入るために灯花の家に通い始める。しかし第2部第9章でネオマギウスに捕らわれ、自身の能力を魔法少女による支配計画発動に利用されてしまう。
プレイアブルキャラクターとしては2018年6月8日に実装された。

#### その他の神浜市の魔法少女
八雲 みたま（やくも みたま）
声 - 堀江由衣 / キャラクターデザイン - ぷにゃん
属性 - 無属性 / タイプ - サポート / レアリティ - 星4
神浜市で「調整屋」を営む魔法少女で、大東学院に所属する高校2年生の17歳。ソウルジェムの中に「触れる」ことで他の魔力を注ぎ込んだり、魔法少女の潜在能力を引き出したりする能力を持ち、その力を応用してほむらや杏子の魔法少女服を別のデザイン（水着）に変えたこともある。この他にチームを組むための魔法少女を紹介するなどの活動を行っており、魔女や使い魔が他の町と比べて強い神浜市では、彼女と調整屋の存在は不可欠である。一方で彼女自身は魔力が弱く戦闘能力も低いため、調整屋も魔女や使い魔があまり寄り付かない廃墟にある。なお、調整に訪れる少女たちに料理を振る舞うことがあるが、手際・味付け共に壊滅的で酷評されている。
かつては水名女学園の中等部に特待生として在籍していたが、在学中に起きた事故の責任を問われて自主退学をせざるを得なくなり、出身地にある大東学園へ戻ったという過去を持つ。この際、水名では出身から存在をやっかまれ、大東では「都落ちした面汚し」などと非難をされたため、その原因である神浜の歴史や土地柄、ひいては神浜という土地自体を忌み嫌うようになり、「神浜を滅ぼす存在になりたい」という願いで魔法少女となった。またこの際にリヴィアから他の魔法少女の能力を調整する技術を伝授された。
第1部においてはリヴィアからの教え通り中立を保ちつつ、裏ではマギウスの翼へも協力していた。第2部では神浜マギアユニオンに与していたが、神浜市長選挙での根深い東西対立や妹が西側の子供から石を投げつけられるなど東側に対する西側からの迫害を憂慮、さらに鏡の魔女の正体がみことであることを知ったことで「自分の願いにあらがうことができないのなら、いっそ願いを受け入れて神浜を滅亡させた方がいい」と十七夜と共にネオマギウス入りを決断する。しかしみかげたちが東西の人々を一つにまとめる作戦を実行し、水名女学園時代の事故の原因となった生徒の謝罪を聞いたことで目を覚ますが、キモチを取り込んだことでそれらも悲しみに塗り潰されていくことから十七夜と共に海辺で魔女化しようとするも、リヴィアに救われ自らの過去を糧として生きることを決意する。
ゲームシステム紹介PV（2017年7月14日公開）の一部に登場。プレイアブルキャラクターとしては2018年4月13日に実装された。
八雲みたま 常闇ver.
声 - 堀江由衣 / キャラクターデザイン - ぷにゃん
属性 - 無属性 / タイプ - マギア / レアリティ - 星4
みたまが調整によって「陥るは ターコイズの耳」を取り入れた姿。
プレイアブルキャラクターとしては2022年10月24日に実装された。
雪野 かなえ（ゆきの かなえ）
声 - 森なな子 / キャラクターデザイン - NOCO
属性 - ダーク / タイプ - バランス / レアリティ - 星4
過去にやちよ・みふゆとチームを組んで活動していた魔法少女。魔女との戦闘中にソウルジェムが砕けたことにより死亡する。享年16。
生前は栄総合学園に、部活は軽音部に所属し、ギターを趣味として作曲もしていた。小学生の時から目つきの悪さが原因で不良に絡まれることが多く、売られた喧嘩を精算する日々を送っていた。キュゥべえとは不良に囲まれた後輩を助けようとしているところで出会い、不良グループの壊滅を願って魔法少女となる。
プレイアブルキャラクターとしては2018年5月21日に実装された。
安名 メル（あんな メル）
声 - 高尾奏音 / キャラクターデザイン - katsutake
属性 - フォレスト / タイプ - サポート / レアリティ - 星3
過去にやちよ・みふゆ・鶴乃・ももことチームを組んで活動していた魔法少女。魔女との戦いでやちよを庇って戦い、ソウルジェムに穢れを溜めすぎたために卜者の魔女と化す。享年14。
生前は大東学院に所属。占いが好きで、凄腕の占い師になることを願って魔法少女となった。結果的に絶対に当たる占い師になったが、「占い通りの結果になるよう未来を誘導し、強制的に成立させている」という可能性が出てきたため、やちよの元では占いの自粛を求められていた。
プレイアブルキャラクターとしては2018年5月21日に実装され、2020年3月23日に星5まで覚醒が可能になった。
和泉 十七夜（いずみ かなぎ）
声 - 千本木彩花 / キャラクターデザイン - ササギコウシ
属性 - ライト / タイプ - アタック / レアリティ - 星4
神浜の東側を代表する魔法少女で、やちよと縄張り争いをしていた実力者。かつて東側の魔法少女同士が争い、東西間でも縄張り争いが起こっていた頃にやちよと交渉すべく、自らリーダーとして名乗りをあげ、不満を持つ魔法少女達を実力行使で認めさせた。大東学園に所属する高校3年生の18歳。貧しい家族を養うため、普段はメイド喫茶で「なぎたん」という愛称でアルバイトをしている。
生まれ育った大東区を愛しており、他の地区からの扱いを改善するきっかけを得るべく「神浜の人々が大東区を嫌う理由を知りたい」という願いで契約した。その結果神浜市の差別に明確な理由は存在しなかったことを知り、いずれ自分の手で神浜市を壊滅させ、お互いに手を取り合う環境にしようと決意している。
第2部においてはいろは・やちよ・ひなのと共に神浜マギアユニオンの幹部として活動してきたが、近親者が西側からの迫害を受けていることに我慢が出来なくなり、「自身が絶対的な恐怖の対象になることで人々が団結する」との考えからネオマギウス入りを決める。しかしみかげたちが東西の人々を一つにまとめる作戦を実行し、弟の言葉を聞いたことで目を覚ますが、キモチを取り込んだことでそれらも悲しみに塗り潰されていくことからみたまと共に海辺で魔女化しようとするも、リヴィアに救われ自らの過去を糧として生きることを決意する。
プレイアブルキャラクターとしては2018年6月25日に実装された。
和泉十七夜 常闇ver.
声 - 千本木彩花 / キャラクターデザイン - ササギコウシ
属性 - ダーク / タイプ - アタック / レアリティ - 星4
十七夜がみたまの調整によってキモチ「止まる ガーネットの小指」を取り込んだ姿。
プレイアブルキャラクターとしては2022年10月3日に実装された。
八雲 みかげ（やくも みかげ）
声 - 進藤あまね / キャラクターデザイン - ぷにゃん
属性 - ダーク / タイプ - サポート / レアリティ - 星4
みたまの妹。一人称・愛称は「ミィ」。姉と同じく大東学院に所属する小学5年生。キュゥべえから姉が叶えた願いを聞き、「神浜市を守りたい」という願いで魔法少女になった。那由他・ラビに協力しているが、姉のことは避けている。
プレイアブルキャラクターとしては2020年11月16日に実装された。
瀬奈 みこと（せな みこと）
声 - 本渡楓 / キャラクターデザイン - ぷにゃん
属性 - 無属性 / タイプ - サポート / レアリティ - 星4
「果てなしのミラーズ」と呼ばれる結界を貼る「鏡の魔女」の元となった魔法少女。現在は思念のみが生きている状態となっている。
生前は大東学院に所属。かつて家庭を省みず母にDVを加えていた父親から逃れるために「父親が家から出て行くように」という願いで魔法少女となったが、その母も家庭を省みなくなったことで、自らに暗示をかけて理想とする幸せな家庭を頭の中で思い描いたり、他人に暗示を掛けて娘に成りすましたりしていた。魔法少女としては更紗帆奈と出会い、互いの能力を研究しながらコンビを組んで行動していたが、常に暗示を使い続けていた事でソウルジェムの穢れが限界に達し、団地の屋上で鏡の魔女へと化す。その際、同じ日にみたまがキュゥべえにした「私は神浜を滅ぼす存在になりたい」という願い事が聞こえたことで神浜市への復讐を目的とするようになり、これが作用して他の魔法少女を宿主として自らの思念を寄生させることができるようになった。
魔女となった後は帆奈を始めとして様々な魔法少女に寄生を繰り返し、滅びを求めるアリナの目的に共感を覚え、彼女に手を貸してもらうために記憶を奪いアリナを果てなしのミラーズへと導き、最終的にアリナとの利害の一致をみることになる。また数多の魔法少女の絶望を見てきた事により、人は誰しもが救われず、悲しみで終わるものだと思うようになった。
第12章では自身の思念を魔女に返還し完全な姿となり、使い魔とコピーに巨大な鏡を作らせる事で過去へと遡り、人類が生まれる前に滅ぼそうとする。しかし数多の少女の絶望を見た事で姿が曖昧となっており、いろはに救いを求めて彼女に力を貸す。そしていろはが自動浄化システムを広げた事で呪いが浄化された。
プレイアブルキャラクターとしては、2022年8月20日に実装された。

### 見滝原市の魔法少女
原作アニメ『魔法少女まどか☆マギカ』からの登場人物。第1部アナザーストーリーの主役であると同時に、第1部メインストーリーにも関わっていく。第2部以降には登場せず、主にイベントストーリーで関わっていく。「魔法少女まどか☆マギカ scene0」でも登場。
鹿目 まどか（かなめ まどか）
声 - 悠木碧 / キャラクターデザイン - 蒼樹うめ
属性 - ライト / タイプ - ヒール / レアリティ - 星4
『魔法少女まどか☆マギカ』の主人公。
見滝原中学校の2年生で、類いまれな素質を持つ魔法少女。行方不明になったマミを探して神浜を訪れ、そこで出会ったいろはたちと親交を深めていく。
公式ウェブサイトの登場人物紹介には、2016年12月26日にデータが公開された。
アルティメットまどか
声 - 悠木碧 / キャラクターデザイン - 蒼樹うめ
属性 - ライト / タイプ - アルティメット / レアリティ - 星4
鹿目まどかが契約の願いによって魔法少女たちを見守る概念となった姿。他の魔法少女と異なり、ドッペルは持たない。
本作品の1周年記念キャンペーンの1つとして、2018年8月21日に『期間限定 アルティメットまどか ピックアップガチャ』で実装された。
暁美 ほむら（あけみ ほむら） 眼鏡ver.
声 - 斎藤千和 / キャラクターデザイン - 蒼樹うめ
属性 - ダーク / タイプ - サポート / レアリティ - 星4
『マギアレコード』の時間軸の暁美ほむら。見滝原中学校の2年生で、三つ編みおさげと赤縁眼鏡が特徴の大人しい少女。まどかを救うべく固有魔法による時間遡行を繰り返している。謎の少女に告げられた意味深な言葉がきっかけで、神浜市に起きている現象とその真相に対して関心を持つようになる。原作アニメ本編の時間軸における、眼鏡を外し髪を下ろしたほむらは別個の存在として扱われており、メインストーリーには関わらない。
公式ウェブサイトの登場人物紹介には、6週連続キャラ別CM第6弾の公開（2017年4月14日）に合わせてデータが公開された。
ガチャからは排出されず、事前登録者への配布またはマギアチップ300個と交換で入手可能。当初は星5への覚醒は不可だったが、2018年7月6日より可能になった。
暁美 ほむら（あけみ ほむら）
声 - 斎藤千和 / キャラクターデザイン - 蒼樹うめ
属性 - ダーク / タイプ - アタック / レアリティ - 星4
原作アニメ本編の時間軸における、眼鏡を外し髪を下ろしたほむら。眼鏡ver.とは別個の存在として扱われており、基本的にメインストーリーには関わらず、アルティメットまどかの魔法少女ストーリーにて初登場して以降イベントストーリーでの登場に留まっている。
「scene0」ではFilm.2（原作第10話における3周目）を経て、Film.3よりこの姿で登場。まばゆと最初に出会ったときは覗き見られていたことを嫌悪するが、魔女との戦いで未来を見ることができる彼女の存在と、見た結末のままほむらを救うため魔女に飛び込んだ姿を見たことにより、Film.4の周回で彼女の事を信用し共闘することになる。
プレイアブルキャラクターとしては2019年1月21日に『期間限定 暁美ほむら ピックアップガチャ』で実装された。
美樹 さやか（みき さやか）
声 - 喜多村英梨 / キャラクターデザイン - 蒼樹うめ
属性 - アクア / タイプ - ディフェンス / レアリティ - 星4
見滝原中学校の2年生。正義感の強い少女で、魔法少女としては最近契約したばかりの新人。まどか・ほむら・マミとチームを組んで活動しており、マミのことを強く尊敬している。
プレイアブルキャラクターとしては2018年1月22日に実装。原作アニメの5人の中では最後の実装であり、その発表は特設のカウントダウンサイトで行われ、実装時は特別なログインボーナスの配布も行われた。
巴 マミ（ともえ マミ）
声 - 水橋かおり / キャラクターデザイン - 蒼樹うめ
属性 - フォレスト / タイプ - マギア / レアリティ - 星4
見滝原中学校の3年生。見滝原市のベテラン魔法少女で、まどからとチームを組んで活動している。正義感や責任感が強く、また仲間想いでもある。かつて共闘していた佐倉杏子のことは、袂を分かった今でも気にかけている。
魔法少女としては非常に高い実力の持ち主であり、強力な魔女がはびこる神浜市において、単独で複数の魔女を撃破するなどの活躍を見せる。
公式ウェブサイトの登場人物紹介には、2017年8月18日にデータが公開された。
ホーリーマミ
声 - 水橋かおり / キャラクターデザイン - 劇団イヌカレー（泥犬）
属性 - フォレスト / タイプ - アタック / レアリティ - 星4
マミが「神浜聖女のウワサ」に憑依された姿。マギウスらの掲げる救済を実現すべく活動する。
2017年12月15日に『期間限定ガチャ 神浜に舞い降りた聖女』でプレイアブルキャラクターとして実装された。「ホーリーマミ」という名称は作中では登場せず、バトルパートでも「巴マミ」と表記されている。
佐倉 杏子（さくら きょうこ）
声 - 野中藍 / キャラクターデザイン - 蒼樹うめ
属性 - フレイム / タイプ - アタック / レアリティ - 星4
風見野市をナワバリとして活動している魔法少女。過去に貧困による飢えと他人の幸せを願ったがゆえの不幸を経験したことから、食物を大切にしようとする意識と、利己的でドライな価値観を持っている。かつては巴マミを師匠と仰ぎ共に活動していたが、考え方の相違から袂を分かち、現在は一人で活動している。
プレイアブルキャラクターとしては2017年9月29日に実装された。
百江 なぎさ（ももえ なぎさ）
声 - 阿澄佳奈 / キャラクターデザイン - 蒼樹うめ
属性 - ダーク / タイプ - 円環マギア / レアリティ - 星4
『劇場版 魔法少女まどか☆マギカ [新編] 叛逆の物語』で初めて登場した、お菓子の魔女の元となった魔法少女。
基本的にメインストーリーには関わらず、イベントストーリーにおいてアルティメットまどかからの使いとして、調査のため神浜市を訪れるが、その後自由気ままに過ごすことを決め、まどかやマミたちと共に見滝原市や神浜市を動き回っている。
イベント「百江なぎさは願いを叶えた」では、本作品の時間軸において魔法少女になり魔女と化した経緯が明かされており、その中では元は暗い性格だったこと、元芸能人の母親が結婚後すぐ病気を患い、それが元で夫に捨てられて以降精神を病んでなぎさを虐待していたこと、母親に振り向いてもらいたくて本来は母親の病気を治すことを願おうとしたが、そのことを母親に拒絶され、結果母親が一番美味しいと感じるチーズケーキを望んで契約を結んだこと、母親を守るため魔女と戦うも病室に駆けつけると母親は危篤状態でそのまま息を引きとり、それを見たなぎさも絶望して魔女と化したことが語られている。
「scene0」では4周目にてお菓子の魔女として出現しほむら・まばゆと交戦するも、まどかが「あの魔女をもう絶望させたくない、彼女の心残りを晴らして未練から解き放ってあげたい」と願ったことで、未練が擬人化した形で出現する。このため通常時も魔法少女の姿で登場し、オリジナルの姿とは色違い、ベルトにあるソウルジェムも無くなっている。
プレイアブルキャラクターとしては2018年10月29日に『期間限定 百江なぎさ ピックアップガチャ』で実装された。

### 第2部に登場するグループ
メインストーリー第2部に登場する魔法少女たちのグループ。神浜市の魔法少女も一部含まれるが、便宜上ここに記述する。

#### 時女一族
第2部のサイドストーリー『深碧の巫』から登場。読みは「ときめいちぞく」。霧峰村の山奥深い集落に本家を置き、「日の本の平和のために戦う」を第一とする集団。戦いの障害となる魔女化の問題を解決すべく、自動浄化システムを求めている。神浜マギアユニオンの理念には賛同しており、当初は共闘体制を採る。神浜では水徳寺を拠点にしている。
時女 静香（ときめ しずか）
声 - 内田秀 / キャラクターデザイン - 蒼樹うめ
属性 - フレイム / タイプ - バランス / レアリティ - 星4
時女一族の本家出身。15歳。「三カ国経済対話における共同声明の発表を阻止する」という、神子柴に決められた願いによって巫（魔法少女）となる。一族に代々伝わる剣の流派「時女一心流」の使い手。集落からほとんど出ずに育ち、学校にも通っていないため、スマートフォンのような文明機器を知らないなど、世間知らずな面がある。
一族の矜持を重んじ、それを自らの指名と責任と考えており、そのため結菜とは根本的な考えで対立する一方で、ひめなからは「一族の考えと魔法少女至上主義は相通ずるものがある」とネオマギウスへの勧誘を受けることになる。後に湯国市で旭が魔法少女だからという理由だけで迫害を受けていたことを知って怒りが頂点に達し、「日の本のために戦ってきた自分たち巫はなんだったのか」と思うようになり、「自分が人としての善行を教えるため、組織を利用する」と、分家の一部を引き連れネオマギウスに加わる。しかしちはる、すなおによるキモチの石を用いてさなの絵本を追体験する説得により過ちに気づき元の鞘に収まった。その後は現代社会に馴染もうと努力を重ねている。
プレイアブルキャラクターとしては2020年9月18日に実装された。
広江 ちはる（ひろえ ちはる）
声 - 相良茉優 / キャラクターデザイン - 蒼樹うめ
属性 - フォレスト / タイプ - ディフェンス / レアリティ - 星4
時女集落の神官である神子柴家の末裔。松宮市立第一中学校所属の13歳の中学1年生。元々は時女一族とは関わりなく過ごしていたが、ある日集落に呼び出され、「警察庁が隠蔽している防衛省職員による事件の証拠を表舞台に出す」という、神子柴に決められた願いによって巫となる。願いの影響で悪意を感じとる力が強く、人が多い場所では悪意に触れ続けてしまうので気分や体調を崩しがち。「宿なし探偵・等々力耕一」の大ファンであり、物事の整理の際には胸につけているバッジに描かれた等々力耕一になりきって行うことがある。母親や静香・すなおからは「ちゃる」の愛称で呼ばれている。
プレイアブルキャラクターとしては2019年8月9日に実装された。
土岐 すなお（とき すなお）
声 - 大西亜玖璃 / キャラクターデザイン - 蒼樹うめ
属性 - アクア / タイプ - ヒール / レアリティ - 星4
時女集落の麓にある霧峰村出身の魔法少女。霧峰村立霧峰中学校所属の14歳の中学2年生。心配性の両親の自分への悩みを消すために巫となった。集落に呼び出される前に魔法少女となってしまったために神子柴の怒りを買い、両親を人質に集落の掟に背く者を抹殺する使命を負わされていたため、罪悪感に苦しんでいる。
プレイアブルキャラクターとしては2019年11月11日に実装された。
三浦 旭（みうら あさひ）

#### プロミストブラッド
第2部のサイドストーリー『Crimson Resolve〜深紅の決断〜』から登場。英字表記は「PROMISED BLOOD」。二木市の魔法少女たちが結成したチーム。二木市で起きた惨劇の原因は神浜市の魔法少女たちにあるとし、自動浄化システムの奪取と独占、そして何も知らずに恩恵を得ていた神浜の魔法少女たちへの復讐を目的としている。メンバーのうち結菜・樹里・アオの3人は、前述したサイドストーリーで描かれた抗争の末に「血の盟約」による義姉妹の契りを結んでおり、それぞれが長女・次女・三女として振る舞っている。神浜では旧車両基地を拠点にしている。
第2部終了後は結菜によって解散した。
紅晴 結菜（くれは ゆな）
声 - 涼本あきほ / キャラクターデザイン - 蒼樹うめ
属性 - ライト / タイプ - アタック / レアリティ - 星4
プロミストブラッドの長女。虎屋町の魔法少女のリーダー。17歳の高校2年生。二木市長の娘で、高校1年生にして虎屋町学園の生徒会長に就任している。その生徒会選挙の際、校則改正により立候補を認めさせようとするも父母会に強硬に反対されたため、「生徒会の選挙制度改正に反対している者の心を変えてほしい」という願いで魔法少女となった。間延びした口調とは裏腹に策士で、「虎屋町の牙」の異名を持つ。彼女が先輩と呼ぶ魔法少女の魔女化を目の当たりにしたことからキュゥべえ狩りが始まり、さらには魔法少女間の抗争が始まることになった。二木市の抗争終息後は神浜市の魔法少女への復讐に執着し、いろはたちとも敵対する。しかし第7章での二木市での決戦でさくやの戦死を目の当たりにし、3つのキモチを取り込み暴走するも、いろはに救われ彼女とのみ和解する。
プレイアブルキャラクターとしては2021年8月10日に実装された。
大庭 樹里（おおば じゅり）
声 - 松本花雪 / キャラクターデザイン - 蒼樹うめ
属性 - フレイム / タイプ - アタック / レアリティ - 星4
プロミストブラッドの次女。16歳で竜ケ崎学院所属の高校1年生。竜ケ崎の魔法少女のリーダーで、「竜ケ崎の炎」の異名を持つ。癇癪持ちで自制が効かない性分で、「我慢強い心が欲しい」という願いで魔法少女となった。父子家庭で、父親はアマチュアボクシング選手。
計略や小細工を嫌い、結菜からは「力と恐怖でチームを抑えている」と称されていたが、仲間からの信頼は厚い。過去に結菜に負けて彼女の傘下となっていた時期があり、そのときの屈辱を晴らすべく彼女を倒すことに執着していたが、二木市内での抗争後は元の鞘に収まる。組織が二木市での決戦を経てマギアユニオンと共闘路線を取った際には結菜に反発し自殺しようとするも、様子のおかしくなったアオの監視のために組織に残留する。
プレイアブルキャラクターとしては2021年1月18日に実装された。
笠音 アオ（かさね アオ）
声 - 天野聡美 / キャラクターデザイン - 蒼樹うめ
属性 - アクア / タイプ - サポート / レアリティ - 星4
プロミストブラッドの三女。蛇の宮中学・高等学校に所属する14歳の中学2年生で、漫画やゲームなどの1人で楽しめる遊びを好む。ゲーム好きが高じてボードゲームに興味をもち、一緒に遊んでくれる友達を得たいという願いで魔法少女となった。
魔法少女になってからは年長の魔法少女らからの搾取を受ける日々を過ごしていたが、徐々に力をつけ、同じような境遇の年若い魔法少女たちが集まる蛇の宮のリーダー「蛇の宮の毒」となる。かつて自身を搾取していた智珠らんかには復讐心を抱いていたが、直接対決を経てその関係に折り合いをつけ、共にプロミストブラッドの一員として活動していくようになる。第7章以降魔法少女至上主義に傾倒していき、第8章で蛇の宮の魔法少女を引き連れネオマギウスに加入。そして湯国市で撲滅派を痛めつける様子を生配信する寸前で結菜たちによるキモチの石を用いた幼少期追体験による対話で目を覚まし元の鞘に収まった。
プレイアブルキャラクターとしては2020年4月13日に実装された。
煌里 ひかる（きらり ひかる）
声 - 和泉風花 / キャラクターデザイン - 蒼樹うめ
属性 - ライト / タイプ - サポート / レアリティ - 星4
虎屋町に属する魔法少女で、虎屋町学園に所属する中学2年生の13歳。何をやっても本気になれず長続きしないことに悩んでおり、「自分が熱中できるものが欲しい」という願いで魔法少女になった。その直後結菜に手を差し伸べられ、彼女の生徒会選挙の支援に回ったことをきっかけに彼女こそ自分が本気になれる存在だと悟り、「虎屋町の馬」として絶対的な忠節を尽くすようになる。プロミストブラッド結成後も「馬」として義姉妹3人を支える。
プレイアブルキャラクターとしては2019年10月15日に実装された。
有愛 うらら（ゆめ うらら）

#### ネオマギウス
マギウスの翼の残党によって創られた組織。神浜市民会館を拠点としており、かつて灯花とねむが唱えた、「魔法少女こそが世界の頂点に立つべき」だという「魔法少女至上主義」を掲げている。魔法少女としての実力は低く、当初は神浜マギアユニオンとプロミストブラッドとの間で板挟みになっていたが、ひめなの加入後は独自路線を取るようになり、強大な組織へと生まれ変わる。その最終目的は「自動浄化システムをネオマギウス賛同者の多い地域ごとに分配し、電波望遠鏡と認識改ざん能力で一般人の生殺与奪の権利を握ることで魔法少女の存在を強引に認めさせ、恐怖と絶望で屈服させる」というものであった。
藍家 ひめな（あいか ひめな）
声 - 首藤志奈 / キャラクターデザイン - 蒼樹うめ
属性 - アクア / タイプ - サポート / レアリティ - 星4
ネオマギウスの創設者である時雨とはぐむに代わり、リーダーとなった魔法少女。14歳。神浜未来アカデミー所属の中学2年生。ギャルのような言動をとっており、ネオマギウスのメンバーからは「姫」と呼ばれている。一人称は「私チャン」。魔法少女至上主義に興味を持っており、人手不足のグループに入った方が早く天辺に登れるとして、ネオマギウスを強引に仕切る。
神浜市の隣町の出身。かつて周囲から孤立している男子と秘密で交際していたが、周りにそのことがばれ、最終的に彼は死亡した。「私の中でヒコ君が生きられるようにして」という願いで魔法少女になり、彼はひめなの「中」に入って頭の中で生き続けるようになったが、周りから頭がおかしいと扱われるようになり、神浜の学校に転校した。周囲に自身の恋愛を認めてもらえずに絶望していた時、アレクサンドラからネオマギウスと魔法少女至上主義のことを教えられ、一般人も魔法少女にも逆らえない天辺に登ることで、自由な恋愛を認めさせようとするようになった。そしてサーシャの離脱をきっかけに目的のためなら手段を選ばなくなるも、最後にサーシャの説得を受けたことで計画を中断した。その後は羽根達の自己肯定を高める講座を行っている。
プレイアブルキャラクターとしては2022年5月23日に実装された。
宮尾 時雨（みやび しぐれ）
声 - 鬼頭明里 / キャラクターデザイン - 蒼樹うめ
属性 - フォレスト / タイプ - サポート / レアリティ - 星4
元黒羽根の魔法少女。はぐむとは魔女との戦いで知り合い、行動を共にしている。工匠学舎所属の中学1年生の13歳。クラスでは皆から見下されて孤立しており、自分は周りの人間よりも下であるという意識が強い。勧誘に来たキュゥべえの「魔法少女になれる人間は選ばれた特別な存在だ」という言葉に惹かれ、力を得れば強くなり周囲からの評価も変わるのではという思いと、母がいつも悪徳商法や詐欺に騙されることから「母親が悪い物事に巻き込まれないようにして欲しい」という願いで契約する。しかしその期待に反して魔法少女としての能力は低く、また周囲からの評価もまるで変わらなかったため、灯花とねむから聞かされた「魔法少女至上主義」という思想に縋るようになる。家族は母としっかりした祖父の3人暮らし。趣味はパソコンのプログラミングでロボットを動かすことができる。第9章でみつねからひめなの恐るべき計画を知らされ、ネオマギウスを離反する。しかし第10章の終盤ではそんなひめなを放ってはおけず、ネオマギウスに戻る。
プレイアブルキャラクターとしては2019年12月9日に実装された。
安積 はぐむ（あずみ はぐむ）
声 - 高柳知葉 / キャラクターデザイン - 蒼樹うめ
属性 - フレイム / タイプ - アタック / レアリティ - 星4
元黒羽根の魔法少女。大東学園所属の16歳の高校1年生で、演劇部に所属。裁縫を得意とする反面マルチタスクを苦手としており、慌ててしまうとどうしていいか分からなくなり、失敗続きで周囲から馬鹿にされており劣等感を抱え込んでいる。時雨とは黒羽根時代からの知り合いで、「はぐむん」の愛称で呼ばれている。過去に魔女に操られている女性を目撃し「あの人を操っている魔女を消し去って欲しい」という願いで契約した。時雨と共に「魔法少女至上主義」を実現すべく行動するが、第9章でみつねからひめなの恐るべき計画を知らされ、ネオマギウスを離反する。しかし第10章の終盤ではそんなひめなを放ってはおけず、ネオマギウスに戻る。
プレイアブルキャラクターとしては2020年2月25日に実装された。
神楽 燦（かぐら さん）
声 - ファイルーズあい / キャラクターデザイン - 蒼樹うめ
属性 - フォレスト / タイプ - ヒール / レアリティ - 星4
ネオマギウスの白羽根である魔法少女。宝崎市立光塚中等教育学校所属の17歳の中等5年生。マギウスの翼では、みふゆにその実力が認められ、教官としてフェントホープで羽根の教育を行っていた。信頼できる相手の下での補佐役が性に合っていると自称している。地元で行われている大切な祭りの存続が危ぶまれており、その存続を願って魔法少女となり、神として人々の上に立つことで祭りを守ろうとしている。しかし10章でみふゆの幻惑を受け、過去に囚われず未来を見据えることにした。羽根たちからは「鬼教官」と恐れられているが、青年会からは妹扱いされ、彼らに甘える一面もある。
プレイアブルキャラクターとしては2021年11月12日に実装された。
遊狩 ミユリ（ゆかり ミユリ）
声 - 飯田ヒカル / キャラクターデザイン - 蒼樹うめ
属性 - アクア / タイプ - アタック / レアリティ - 星4
ネオマギウスの黒羽根である魔法少女。宝崎市立光塚中等教育学校所属の14歳の中等2年生。燦によれば極度に緊張しやすく、意識が飛ぶと燦の人形になるという。魔法少女になった時の願いも「緊張する時間を少しでも早く終わらせてほしい」というもの。かなりの足フェチでオタク趣味。
プレイアブルキャラクターとしては2021年11月19日に実装された。
栗栖 アレクサンドラ（くるす アレクサンドラ）

時女 静香

笠音 アオ

和泉 十七夜

八雲 みたま

天音 月咲

#### ピュエラケア
出張調整屋の集団。以前から神浜市の魔法少女の間で中立地帯となっていた中央区に拠点となるケアトレーラーを停車させており、どの魔法少女に対しても中立であることを信条とする。
第二部の終わりに神浜を離れた。
リヴィア・メディロス (Livia Medeiros)
声 - 黒木ほの香 / キャラクターデザイン - ササギコウシ
属性 - 無属性 / タイプ - サポート / レアリティ - 星4
ピュエラケアの調整屋のリーダーを務める20歳の女性。褐色の肌に眼鏡をかけ、関西弁を話す。幼少のころに独りとなり、自らを拉致した悪い人間たちの組織から逃れるべく悪そのものになることを願った。それから他人に親切にすると相手に不幸が起こるようになり、不幸の矛先をキュゥべえに向けるべく彼の目的に賛同した。中立を信条として世界中の魔法少女を調整して助けるべく旅を行い、その道中で素質のある者を弟子にし訓育していた。弟子のひとりであるみたまが中立を破ったことを察知してかなり前から神浜市を訪れており、その過程で二木市の魔法少女への調整も行った。第9章でひめなの恐るべき計画を知り、魔法少女を守るために中立を破棄する。
プレイアブルキャラクターとしては2020年1月17日に実装された。
篠目 ヨヅル（ささめ ヨヅル）
声 - 若松来海 / キャラクターデザイン - 富士フジノ
属性 - 無属性 / タイプ - アタック / レアリティ - 星4
ピュエラケアの調整屋の一人。16歳の高校1年生。礼儀正しい性格だが、それは表向きで本当は契約で優しさを欠いている。師であるリヴィアの教えを尊重しており、魔法少女ならばどんな者でも調整する。
元々は母子家庭であり、厳しい母親の教育方針に反発していたが、母親が交通事故で死亡したことで娘の将来を思うあまり厳しくしてしまった真意を知り、自殺を考えるほど後悔していたところにキュゥべえと出会い、自身の自殺願望を消すことを願って契約。代償として人に対する優しさを失ってしまったが、助かった自身の命で精一杯人生を謳歌すべくリヴィアに従事した。常にリヴィアから手渡された「いいことノート」を保持し、どの行動をとれば優しさに繋がるかをメモしており、マスターすれば優しさを偽る人間になれると思っている。契約前は母思いの優しい子であったが、癇癪もちで怒ると手が付けられない少女であった。また大の虫嫌いで来ると大声で命令口調になる。
プレイアブルキャラクターとしては2020年3月9日に実装された。
佐和 月出里（さわ すだち）
声 - 汐入あすか / キャラクターデザイン - 渡辺明夫
属性 - 無属性 / タイプ - ディフェンス / レアリティ - 星4
ピュエラケアの調整屋の一人。12歳の小学6年生。かつては友達を作らない方がいいという考えをしていたが、ある日担任の元クラスメイト（成人男性）によるクラス立てこもり事件に巻き込まれ、犯人に最初の生贄として殺されそうになっていたところに現れたキュゥべえに対し「自分だけ助かりたい」という願いで契約。しかしそれによって心変わりした犯人により自分以外のクラスメイト全員を惨殺、犯人も死亡したためそのショックで失声症となってしまった上、現在でもPTSDに苦しめられている。また何かを選ぶことも極端に恐れている。
それから犯人に言われた通り死ぬべきか、死んだ人たちの分まで生きるべきか葛藤していたところを救われ、リヴィアから犠牲になった人数以上の人を救えばいいと諭されたことで調整屋として生きる決心をした。
失声症に関しては通常の意思疎通にはヨヅルの通訳が必要で、テレパシーで会話はできるものの、対象はヨヅルと本当の友達のみ（みかげなど）としか話さない（リヴィアに対して使用しないのは「緊張してるのがバレたくないしこのままの方が甘えられる」ため）。
なお、ホーム画面やキャラクター詳細では話そうとしている内容が字幕で表示される他、翻訳装置を使うことで普通に話させることも可能。ピュエラケアでは月出里の両親から預かり扱いとなっており、理由は不明だがリヴィアを信頼しており、病院通院時に両親と再会をしている。
プレイアブルキャラクターとしては2020年7月6日に実装された。

#### 午前0時のフォークロア
英字表記は「FOLKLORE OF 0」。かつて魔法少女の宿命を人々に理解してもらうため、魔法少女の存在を世間に広めようとした結果迫害を受け、魔法少女は救われないという諦念を抱いた湯国市の魔法少女の生き残りたち。キモチの石を巡る争いに対し傍観者の立場に徹する。南凪区の水族館を拠点としており、他のチームに魔法少女を潜伏させている。
氷室 ラビ（ひむろ ラビ）
声 - 指出毬亜 / キャラクターデザイン - 蒼樹うめ
属性 - フォレスト / タイプ - マギア / レアリティ - 星4
午前0時のフォークロアの実質的リーダー格で、那由他の使用人を務める魔法少女。湯国市立岩切山高等学校所属の16歳の高校1年生。湯国市の温泉郷に住む高校生の16歳。実家は民宿「大地のゆりかご」を営んでいる。数年前に父を亡くしており、周囲から自分のことを理解されなかった過去があり、生きる目的も持てず人と積極的に関わるのを苦手としている。
幼いころに原因不明の病気を発症、病弱だったものの祖父が有機農業で育てた野菜によって体質改善がなされていた。祖父と母はその野菜を似たような境遇の子供たちに向けて育て始めようとしたが、長い嵐に見舞われ土砂の流入や塩害によって祖父の畑は壊滅的被害を受けた。そのため土壌の回復を願って魔法少女になった。
神浜の争いには加わらず、魔法少女は救われず、存在自体この世から消え去るべきという思想を持って行動している。その一方で太助には亡き父の面影を見て、また湯国市で起きた件で助けられたことから恩義を感じており、太助の依頼を受けて那由他の警護を担っている。
プレイアブルキャラクターとしては2022年7月11日に実装された。
氷室ラビ キモチVer
声 - 指出毬亜 / キャラクターデザイン - 蒼樹うめ
属性 - 無属性 / タイプ - バランス / レアリティ - 星4
メインストーリー第2部第11章において、ラビが絶望しキモチに支配された時の姿。
プレイアブルキャラクターとしては2022年11月14日に実装された。
三浦 旭（みうら あさひ）
声 - 入江麻衣子 / キャラクターデザイン - 蒼樹うめ
属性 - ダーク / タイプ - サポート / レアリティ - 星4
時女一族の分家（土岐家の分家である朱鷺家からさらに別れた）にあたる魔法少女。湯国市立湯国学園所属の16歳の高校1年生。祖父の干渉をなくしてほしいという願いで魔法少女となった。一族の出ということもあり、静香たちの行動を見守るため潜伏していた。狩猟を営む家の出身で、狙撃技術も高く、かなり夜目が効く。また、かなりのミリタリーオタクで、スチームパンクも愛好している。
住んでいた朱鷺の集落では魔法少女の存在を友人の黒田と灰谷に伝えるも、黒田が思いを寄せていた灰谷がイベントでの事故で死亡したことで魔法少女を逆恨みした彼を主軸とする魔法少女撲滅派から壮絶な迫害を受け、全身に無数の傷を負った。
一度は太助の協力で和解に持ち込めかけるも、最後に固有魔法で犠牲者の霊を遺族に対面させる段階でバスの転落事故が発生。固有魔法の暴走で人々の精神崩壊を引き起こした結果、さらなる憎悪を生むこととなってしまった。そのことから魔法少女の存在は虚しいと思っている。
プレイアブルキャラクターとしては2022年1月28日に実装された。
有愛 うらら（ゆめ うらら）
声 - 丸岡和佳奈 / キャラクターデザイン - 蒼樹うめ
属性 - アクア / タイプ - バランス / レアリティ - 星4
13歳の中学1年生。元々は湯国青波学園に所属していたが、湯国市を離れるにあたり二木市の近くの系列校に転入している。元気で頑張り屋な一方、勢いで行動するところがある。地元では有名な大道芸人だった。キュゥべえに目をつけられてから魔法少女の存在や末路を知り、ラビたちを関わりを持ちローカルTVを通じて魔法少女を世間に知らせてきた。大道芸人の相方のくららが事故で死亡し、彼女を蘇生すべく魔法少女となったが、他の人々を見殺しにしたとして軽蔑され、事務所を去った。キモチの石争奪戦ではラビにその性格や性質を見込まれて二木市に引越し、プロミストブラッドに入りキモチの気配を探知できるういを誘拐した。その後の戦いを経て結菜にスパイであることを見抜かれたことから、プロミストブラッドから去ることを決める。
プレイアブルキャラクターとしては2022年6月27日に実装された。
栗栖 アレクサンドラ（くるす アレクサンドラ）
声 - 早瀬莉花 / キャラクターデザイン - 蒼樹うめ
属性 - フォレスト / タイプ - サポート / レアリティ - 星4
ひめなの友人である魔法少女。愛称は「サーシャ」。湯の花国際中学・高等学校所属の16歳の高校2年生。合唱部に所属しており、歌唱力も高い。かつて教師に叶わぬ恋心を抱き、その恋心を消すことを願って魔法少女となった。ひめなにネオマギウスのことを教え、自身もネオマギウスに所属し戦いの成り行きを見守っている。一度はひめなの苛烈さについて行けずにネオマギウスを離れたが、彼女を止めるべく第10章でひめなの魔女化を阻止する。
プレイアブルキャラクターとしては2021年4月14日に実装された。

### その他の主要キャラクター

#### 第1部から登場するキャラクター
キュゥべえ
声 - 加藤英美里
年頃の少女たちに対し、「どんな願いでも一つだけ叶える代わりに、魔法少女となって魔女と戦う運命を課す」という内容の契約を持ちかける、不思議な生き物。
15世紀フランス（タルトたちの時代）では「キューブ」、時女一族からは「久兵衛（様）」、古代エジプトのアレクサンドリアでは「白き獣の神」と呼ばれている。
小さなキュゥべえ
声 - 加藤英美里
属性 - ダーク / タイプ - エクシード / レアリティ - 星4
その名の通り、キュゥべえを小さくしたような姿をした謎の存在。アドベンチャーパートでプレイヤーが操作することになるキャラクターであり、ゲーム内で設定したプレイヤー名はこのキャラクターの名前に反映される。明確な人語は話さず、「モキュ」などの鳴き声を発するのみだが、魔法少女たちに意味は通じている。
正体は、灯花たちが契約の願いとしてキュゥべえの持つ能力を奪った結果生まれた存在であり、ういの存在を保管する器となっていた。第1部終盤においてういが目覚め、エンブリオ・イブ（幸福の魔女）がういを奪い返そうとした際に、ういの身代わりとなってイブと一体化し消滅したが、その後再び姿を見せ、再びいろはたちと共に暮らしている。
ゲームシステム紹介PV（2017年7月14日公開）にて容姿と名前が明かされた。3周年記念キャンペーンの1つとして、2020年8月21日に期間限定ガチャでプレイアブルキャラクターとして実装された。
万年桜のウワサ
声 - 鈴木みのり / キャラクターデザイン - 藤ちょこ
属性 - ライト / タイプ - バランス / レアリティ - 星4
「いろは・うい・灯花・ねむの4人が集まった時に満開の花を咲かせる」という内容のウワサ。桃色の髪の女性の姿をしている。外見年齢は17歳。マギウスの翼の事件後、「柊桜子（ひいらぎ さくらこ）」という偽名で南凪自由学園に通い始める。
魔法少女のように戦闘フォームに変身して戦うことができるが、いろはたちを攻撃する者に対しては一般人であろうと危害を加えかねないことから、よほどのことがない限り使用しないよういろはから止められている。また魔法少女ではないため、ドッペルは持たない。第2部のその後は魔法少女達の記録を集め、纏めているいろは、うい、灯花、ねむに力を貸している。
プレイアブルキャラクターとしては2019年3月25日に実装された。

#### 第2部から登場するキャラクター
佐鳥 かごめ（さとり かごめ）
声 - 高尾奏音 / キャラクターデザイン - 蒼樹うめ
属性 - フォレスト / タイプ - サポート / レアリティ - 星4
魔法少女のことを人々に伝えようとしている少女。神浜市近郊出身で春方此花学園所属の14歳の中学2年生。常に「アルちゃん」というぬいぐるみを抱きかかえており、時折話しかけたり、内気かつ人と話すのが苦手であるため腹話術を使って自分の想いをアルちゃんに代弁させている。
魔女の結界内でいろはに救われたことから魔法少女のことを知り、人知れず世界を守っている彼女らのことを世間に伝えるべきだと考え、その手段として魔法少女らの行動を物語として書き記している。
自身もキュゥべえから契約を持ちかけられたことがあるが、契約はしなかったため魔法少女ではない普通の少女であった。しかしねむが最後に作ったウワサ「風の伝道師のウワサ」に憑依されているため、見える範囲での魔法少女らの会話を聞く能力と、自身への危険を回避する能力を得ている。
11章ではキュゥべえから自動浄化システムを奪い返すべく、「未来永劫キュゥべえが自動浄化システムに干渉できなくなる力が欲しい」と願い魔法少女となった。
プレイアブルキャラクターとしては2022年11月26日に実装された。
アルちゃん
声 - 高尾奏音
かごめが普段から抱きかかえている、マンドラゴラのぬいぐるみ。かつてかごめがいた学校で仲良くなった同級生のひばりからプレゼントされたもので、かごめ同様に口下手だった彼女もぬいぐるみを使って腹話術で代弁しており、かごめもひばりから腹話術を教わっている。名前はマンドラゴラの異称であるアルラウネから来ている。
かごめが魔法少女になって以降は自立して行動し、武器として敵に攻撃を与えるだけでなく、分裂して様々な場所に向かうことも可能となっており、これによって複数箇所での情報の収集・共有・拡散ができるようになった。
里見 那由他（さとみ なゆた）
声 - 春花らん / キャラクターデザイン - 蒼樹うめ
属性 - ダーク / タイプ - サポート / レアリティ - 星4
失踪した民俗学者の父・太助の行方を捜している魔法少女。宝崎順心学園所属の中学3年生の15歳。宝崎市出身で、神浜に転居した現在も同じ学校に通い続けている。灯花とは従姉妹に当たるが、彼女に父の研究を馬鹿にされた過去があるため、嫌悪している。
かつて、母親が那由他や父の太助に厳しく当たることが多く、父が母に責められることを快く思わなかったことから、「母を父のように穏やかにしてほしい」とキュゥべえに願って魔法少女になった。しかし母の性格の変化が逆に両親の間に心のずれを生じさせてしまい、結果二人は離婚してしまっている。
母から手がかりを得たことで太助の居場所を知ることになり、最終的に再会するも彼から雲隠れしていた理由を知らされ憤りを感じるとともに、ラビから真相を明かされショックを受ける。その後太助から誘いを受ける形で彼や午前0時のフォークロアの面々と行動を共にすることになる。その過程で湯国市で起こった惨劇を知るも、魔法少女が救われる道を諦めようとしない。
プレイアブルキャラクターとしては2021年6月11日に実装された。
里見 太助（さとみ たすけ）
那由他の父で、灯花の叔父。民俗学者。娘が魔法少女になったことを機に魔法少女の研究をしており、やちよ・静香・樹里・かごめとも会ったことがある。半年前から行方不明となっていた。
研究の中で「魔法少女の存在がなぜ歴史の陰に隠蔽されてきたのか」「魔法少女の不自然な死に一般人はなぜ関心を抱かないか」と疑問に思うようになり、調査のため湯国市を訪れるが、そこで魔法少女がその存在を知る一般人から迫害を受ける様子を目の当たりにし、一時は湯国の人々の魔法少女への信頼を回復させたものの無駄に終わった。そして生き残ったラビたちを支えた一方で、魔法少女がこの世から消え去り二度と魔法少女が生まれない風習を根付かせるためにも「魔法少女の存在を広めることで絶望が生まれる」という仮説を証明するため行方をくらまし、那由他を守らせるためにラビを彼女の元に向かわせていた。
灯花の父
里見メディカルセンターの院長で、太助の兄。部下からは選民的思想の持ち主と認識され、弟の研究についても当初は見下していたが、娘が魔法少女になったことを機にその存在を信じるようになる。政界にも顔が利いており、神浜市長選を利用して魔法少女の存在を広めようとした。

#### テレビアニメ版のキャラクター
黒江（くろえ）
声 - 花澤香菜 / キャラクターデザイン - 蒼樹うめ
属性 - ダーク / タイプ - サポート / レアリティ - 星4
宝崎市北区に住む魔法少女。宝崎第三中学校所属の15歳の中学3年生。いろはと魔女との戦いを通じて交流を持っていたが、魔法少女としての日々に疲れ切っていた。後に「神浜市に行けば魔法少女は救われる」という噂を聞いて神浜市に執着するようになり、姿を消した後マギウスの翼の黒羽根となる。
元々はアニメ版オリジナルキャラクターとして登場していたが、ゲーム版でも2022年3月28日に実装されることになった。ただし、登場するイベント「Little Bird's Star」においては、アニメ版と異なりいろはの戦う姿を見かけたことはある程度で面識は無く、神浜市内で初めて出会う形となっている。

#### 魔法少女まどか☆マギカ scene0のキャラクター
愛生 まばゆ（あき まばゆ）
声 - 早見沙織 / キャラクターデザイン - 蒼樹うめ
属性 - 無属性 / タイプ - マギア / レアリティ - 星3
原作の前日譚となる新ストーリー『魔法少女まどか☆マギカ scene0』のキーキャラクターで、ほむらが同じ時間を繰り返す内にその存在が消された魔法少女。見滝原中学校所属の中学3年生で、マミとはクラスメイトにあたる。ひねくれ者だがすぐ調子に乗る性格で、コミュニケーションを取るのが下手なため友達が少ない。学校をサボっては屋上で寝たり、大の映画オタクであるため自宅ではレンタルした映画のビデオを見たりしている。幼いときに母を病気で亡くし、父もいないことから咲笑が引き取り保護者となっている。
突如として時間停止の現象に巻き込まれ悩まされ、後に魔女の結界に迷い込んだり魔法少女の存在を知り更に探りを入れようとするも、それに気づいたマミに脅しをかけられ逃走した直後使い魔に殺害される。
直後元の時間に戻るも再び時間停止の現象が発生し、さらにキュゥべえから以前より魔法少女になっていたこと、そしてキュゥべえ自身にもまばゆとの契約の記録がないことと後述の固有魔法を知らされる。以降は他の魔法少女に敵視されないよう姿を隠すようになり、時間停止と時間遡行の原因がほむらであると知る。ワルプルギスの夜の圧倒的な強さを見届けると再び時間が戻る事を望み、過去に戻ろうとするほむらにまばゆの意識が巻き込まれていく。
その後はほむらに自身の事情を明かし、ずっと遠くから覗き見られていた事を嫌悪されるも、命を賭して魔女からほむらを庇った事で次の週にて信頼を獲得し、ほむらと2人でまどかの契約を阻止しつつワルプルギスの夜を倒そうと行動を共にするようになる。
後の周回でかつてのまばゆのことを覚えていたマミが、魔女化の真実を知ったことでソウルジェムの穢れが限界を来たしたことから、その記憶を切り取ろうとすると、今回のループの起点以前に起きた、かつての自分とマミの記憶を知ることになる。まばゆはマミから魔法少女の素質があるとして勧誘を受け、当初断るも母の精神状況から「お母さんが未来を占った記憶を消して欲しい」と願って魔法少女となった。以降マミとは互いに下の名前で呼び合うようになり、未来視を使うことでマミをサポートするようになる。しかし、自らの能力によってマミと共に数多くの少女を魔法少女にするも、彼女達が破滅的な結果を辿っていった。そのことを話しあった翌日、マミがまばゆに声をかけると、まばゆはマミを名字で呼び他人行儀な態度をとっていた。
マミの記憶から、かつての記憶を自ら消してマミを見捨てたことに悔やむ中、まばゆはほむらに真相を問うと、ほむらが魔法少女になるきっかけとなる1周目、すなわちまばゆの本来の最初の周回においてマミと魔女化の真実を知ったことで自らの記憶を消し去ったと推測を述べた。その後ほむらの瞳から未来を視て「ワルプルギスの夜を乗り越えよう」と告げるが、本当に見た物は「自らの後悔の念からマミと共に魔女化し見滝原市で暴れほむらに倒される」「再び時間が巻き戻り魔法少女に戻ったことを理解した途端、再び絶望し魔女化したことでほむらに倒され生涯を終える」ものだった。しかしキュゥべえから事情を聞かされたまどかが現れ、後悔と絶望に囚われたまばゆの制止を振り切り、「まばゆの絶望からの救済」を願って契約を結ぶことになる。
魔法少女としての固有能力は光への干渉。これを応用することで望遠鏡のように遠くを見る、口の動きを音声化させる、光を屈折させて光学迷彩のようにして姿を隠す、といった使い方ができる。また、近い未来に起きることを視る能力や、他人の記憶をフィルムのように切り取る能力も備わっている。
プレイアブルキャラクターとしては2023年10月3日に実装。『scene0』のメインストーリーを一定数進めることで入手できる。また、2024年2月26日の『scene0』最終章配信に合わせ、星5への解放が可能となった。ただし、ストーリー設定に合わせる形でドッペルでは無く、それに相当する強力なマギアを使用できる。
愛生 咲笑（あき さきえ）
まばゆの叔母で、両親のいない彼女を引き取り親代わりとなっている。普段はカフェ併設のケーキ屋「レコンパンス」を営むパティシエで、まばゆも学校が終わった後店を手伝っては映画鑑賞のためのお小遣いをもらっている。
パティシエとしての腕前は優れているが、のほほんとした性格でうっかりミスもしがちなため、まばゆからは店の経営面で心配されている。その一方でまばゆに対しては保護者として面倒を見ており、異変に気づきやすいほか、時には厳しく接することもある。
まばゆの母
占い師として未来を見透す力を持っていたが、ある時自身が不治の病に冒され余命幾ばくも無い状況に陥る未来が見えてしまう。そしてそのままの状況で病状が悪化し自暴自棄となりまばゆや咲笑に当たり散らすようになった。息を引き取ったときにはまばゆが魔法少女としての記憶を切り取る力で悪夢を切り取ったせいか、安らかな顔だったという。
志筑 仁美（しづき ひとみ）
声 - 新谷良子
原作にも登場する、まどか・さやかの親友。
上条 恭介（かみじょう きょうすけ）
声 - 吉田聖子
原作にも登場する、さやかの幼なじみ。
エイミー
原作BD/DVD第1巻特典ドラマCD「Memories of you」に登場する黒い野良猫で、原典当初の周回および本ストーリーの時間軸の3周目までにおいて、まどかが魔法少女になるきっかけを作った。
本ストーリーにおいてはレコンパンスの近くをうろついているという設定が付加されている。

### ピュエラ・ヒストリアに登場するキャラクター
過去の6つの時代を渡った影響で消滅の危機に陥った∞いろはを救うべく、それぞれの時代に向かった各グループの魔法少女が出会う過去の魔法少女達。

#### 神浜の戦神子編
露と千鶴は戦国時代当時、後の神浜市にあたる相磨の国で戦神子になった少女で、その活躍が現代においても、領主討伐譚については「梶の葉伝説」、出会ったときの話は「波間の声」として伝承されており、作品内では期間限定イベント「梶の葉伝説物語〜揺れる思いは、重ねて魅せて〜」やメインストーリー第2部などにおいて断片的に語られていた。
2021年9月にオンラインで行われた「Magia Day 2021」において、露が将来的にプレイアブルキャラクターとして実装される予定であることが明らかにされ、その後2023年1月27日より開催の期間限定イベント「ピュエラ・ヒストリア 神浜の戦神子編」にて千鶴と共に主人公として登場して現代からやってきた鶴乃・さなと関わるようになり、これにあわせる形で両名とも期間限定ガチャで実装された。
水名 露（みずな つゆ）
声 - 羊宮妃那 / キャラクターデザイン - 七森龍
属性 - アクア / タイプ - バランス / レアリティ - 星4
士豪・水名正綱の娘で水名家の姫。水名の地にあるご神木が切られるのを防ぐためキュゥべえと契約した。日照りが続いて飢饉に見舞われる中、悪政を敷いて人々を苦しめる領主・隅谷を千鶴と共に討ち取ることに成功する。その後魔法少女の存在を世間に伝え東側と手を取り合おうとしたものの、正綱が東側を懐柔しようとしたことで泰党が反発し決起。正綱は山右衛門によって殺害され、露自身も山右衛門の銃弾を受け、千鶴を除く東側の人々に絶望しながら魔女となった。
千鶴（ちづる）
声 - 立花日菜 / キャラクターデザイン - ササギコウシ
属性 - フレイム / タイプ - アタック / レアリティ - 星4
「泰党」と称する東側の山賊の頭領・万守山右衛門の娘。水徳寺で玄雲に追い詰められ、彼に勝てる力を求めてキュゥべえと契約した。ある時浜辺で妖魔の気配を感じやってきたところで露と出会い、最初はどちらが妖魔を倒すか揉めるものの、落ちていた貝殻から不思議な声を聞き、その想いを受け取ったことがきっかけで2人は親交を深めるようになり、千鶴は露を姉のように慕っていた。領主討伐後に西側と手を取り合おうとしたが、それを快く思わない山右衛門によって阻まれてしまい、魔女化した露を救えなかった事で自身も魔女化した。
水名 正綱（みずな まさつな）
露の父で水名の地を治める士豪。先代の隅谷に従わなかったことをきっかけとして外様扱いされ、本来治める水名から北養へと配置換えされている。
万守 山右衛門（ばんしゅ さんえもん）
千鶴の父で東側の山賊集団「泰党」の頭領。
玄雲（げんうん）
水徳寺の住職を務める僧兵。
隅谷
相磨の国の守護。狡猾だった先代が死亡し、臆病な息子が当時の守護を務めている。
熊井
相磨の国の守護代。

#### アレクサンドリアの蜃気楼編
エボニー
声 - 楠木ともり / キャラクターデザイン - ぷにゃん
属性 - ダーク / タイプ - マギア / レアリティ - 星4
古代エジプトプトレマイオス朝に仕え、代々王家の繁栄を願わされて魔法少女となった「メトの一族」出身の魔法少女。孤児として一族に引き取られ、長老から女王クレオパトラが歴史に名を残せる栄華を願わされ、言われるがままにそれをキュゥべえに願い魔法少女となり、女王への不穏分子を自身の魔法で鎮める香炉として生きている。
しかし女王に服従するだけの自身の生き方に疑問を抱いており、その過程で現代からやってきた時女一族と出会い、同様に大人から指示される形で願わされた彼女達の影響を受けて心境に変化が起き始める。
プレイアブルキャラクターとしては2023年3月10日に期間限定ガチャで実装。
クレオパトラ7世
プトレマイオス朝の女王（ファラオ）。メトの一族より出仕した魔法少女を庇護する一方、即位以降自らに無い美貌や言語力といった欲望を満たすよう魔法少女となる少女たちに願わせ、さらに魔法少女を道具として扱っていた。
アントニウスが目の前で死んだことで錯乱、さらにオクタウィアヌスに捕らえられ幽閉されるが、エボニーと時女一族が潜入した隙に入り込んだメトの一族の兵士によりヘビの毒が塗られた毒針で暗殺され、歴史を変えないよう静香達にも見捨てられ、自殺したものと扱われた。
長老
歴代のファラオに従事してきたメトの一族の長老。エボニーに女王の栄華を願わせ送り出した一方、女王に何かあれば彼女の息子カエサリオンに、ローマがエジプトを支配したならオクタウィアヌスに乗り換えるつもりでいる。

#### ヴィークのワルキューレ編
オルガとガンヒルトはヴァイキング時代の北欧において魔法少女になった姉妹。暁の戦士団首長であるアルネの娘だがイスヴィークの襲撃で一族を皆殺しにされ、スレール（奴隷）としての生活を余儀なくされた。この時代にやって来たプロミストブラッドの結菜、樹里、アオ、ひかるは歴史の干渉を避けるべく二人の行動を見守ることとなる。
プレイアブルキャラクターとしては2人とも2023年4月24日に期間限定ガチャで実装。
オルガ
声 - 安済知佳 / キャラクターデザイン - 枡狐/蛙空
属性 - アクア / タイプ - アタック / レアリティ - 星4
ガンヒルトの姉。神話が好きでいつも自身の夢と共に妹に語っているが、夢を実現させる為に行動を起こせないでいる。しかしエッベの介入で自身を拉致したイスヴィークが壊滅し、後述の妹の願いで戦士団の首領となる。その後キュゥべえを追跡した事を機に魔女の結界に迷い込み、そこで妹が魔法少女である事と彼女の願いを知るも、妹の積極的な活動に不安を感じてしまう。
その後の健闘も虚しく妹が魔女化し、ガンヒルトをヴァルハラへ送り出せる力を求めて魔法少女となった。
ガンヒルト
声 - 富田美憂 / キャラクターデザイン - 枡狐/蛙空
属性 - フレイム / タイプ - バランス / レアリティ - 星4
オルガの妹。姉から聴かされる神話と夢を心の支えにしている。ある時姉が話していた精霊フィルギャことキュゥべえを目撃し、彼の目的を聞いたことで利害の一致を見て「姉を首領とする戦士団の結成」を願って魔法少女となった。
それから転機が訪れ、イスヴィーク壊滅後にエッベ達を傘下に加え姉妹の戦士団を結成。姉を引き立てつつも夢の為に積極的に行動を起こすようになり、勢力を拡大していくが逆に姉を戸惑わせてしまう。
その後ハーラルの威勢を得るべく彼に協力を申し出るも、魔法少女の体質を知ったハーラルからの誤解を受けた事で失敗に終わり、絶望して魔女化してしまう。
エッベ
かつてアルネに命を救われた老戦士。アルネの傘下に入ろうとしたがアルネの死を知り、熊の爪の戦士団を結成してイスヴィークを壊滅させたのちオルガの傘下に入る。
ハーラル3世
「苛烈王」の異名で知られるノルウェーの王。兄ハロルド2世のイングランド王戴冠に異を唱えていたトスティ・ゴドウィンソンに話を持ちかけられ、イングランド征服のため大遠征を計画、その時に協力を申し出たオルガとガンヒルトに出会う。フルフォードの戦いでのガンヒルトの戦果を見て関心を示すが、スタンフォード・ブリッジの戦いではイングランド軍に包囲され劣勢に陥り、ガンヒルトによって退却を促される。しかし魔法少女の性質から敵にいくら刺されても倒れないガンヒルトの姿を見て呪いであり、劣勢に陥ったのもガンヒルトが原因であると誤解し、オルガ共々殺そうとするがガンヒルトによって返り討ちに遭う。歴史上ではハーラルは「戦死」したと扱われることになった。

#### チベットのラクシャーシー編
ヘルカはモンゴル帝国が猛威を振るっていた13世紀のチベットにおいて尼僧院で暮らしていた少女。この時代での魔法少女はラクシャーシー、キュゥべえはジャータカと呼ばれていた。午前0時のフォークロアのラビ、サーシャ、うららがこの時代に向かうが、史実とは違った出来事に遭遇したことでねむから干渉を許可された。
ヘルカ
声 - 若山詩音 / キャラクターデザイン - 茨乃
属性 - フォレスト / タイプ - アタック / レアリティ - 星4
過去に土砂崩れでドルマと共に洞穴に閉じ込められるも、運良く脱出したことで人々からチベットにシャンバラをもたらす救世主「ラクシャーシー」だと崇められる。その後モンゴル軍に故郷を滅ぼされ高僧ラマの計らいによって尼僧院に身を寄せるが、モンゴル軍の圧倒的な力を目の当たりにした事で無力感を抱き、彼等に憎しみが抱けず毎日を何事もなく暮らせればいいと考えていた。普段は争いを好まない温和でマイペースな性格で、バター茶を飲んで語らうことを好むが、勘が鋭く、非常時には様々な戦略を立てるなど頭の回転が速くなる。
モンゴル軍の将軍ドロアダイに尼僧院を攻められた際に恐怖に怯えながらも他の少女僧を叱咤するドルマを見て、自分が恐れていることは失敗ではなくドルマを失うこと、彼女を守ることができれば自分の生にも価値があると悟った上で、ジャータカことキュゥべえと出会い、チベットとモンゴルの争いの原因であるラクシャーシーに関する記憶の消去を願って魔法少女となり、停戦状態に持ち込んだ。
その後、自らの教団を率いて旅し教えを広めていったが、その教えが次第にモンゴル軍をも取り込んで行ったことで同士討ちを引き起こすことになり、これが元でドロアダイによって村が焼き討ちに遭う。巻き込まれたドルマの願いを受けて戦いを終わらせるためにモンゴル軍との会談を提案、会談の場でチベット側の地位の維持と争いを引き起こした魔女をおびき寄せるため、同行者を売り渡しさらにその場にいたチベット・モンゴル双方からの憎悪を自らに向けさせる狂言を打つ。
現れた魔女を最初は単身倒そうとするも歯が立たず、駆けつけたラビ達の協力も得たことで倒すことに成功するが、力を使い果たし倒れてしまう。直後ドルマに抱えられる形で逃走するが、たどり着いた花畑において捕らえられ、その後処刑された。
プレイアブルキャラクターとしては2023年5月19日に期間限定ガチャで実装。
ドルマ
ヘルカの幼馴染で、尼僧院の院長。故郷を滅ぼしたモンゴル帝国を憎んでおり、かつてラクシャーシーの力をもってしても帝国に歯が立たなかったことでラマにラクシャーシーの儀を中止させられそうになり、大人達を追い出した。ヘルカにはラクシャーシーになって欲しくなく、ラビにヘルカを守るよう依頼するも最終的にヘルカは魔法少女になってしまう。停戦後、チベット有数の白い丘の教団へ入信するため、ヘルカと別れ尼僧院から旅立つ。
教団ではモンゴル通として一定の地位を確立、モンゴル軍との和睦を考えている教団座主の依頼を受け、尼僧院への支援を条件に教団とヘルカとの繋がりを持たせるため動くが、ドロアダイの襲撃に巻き込まれ、助けられたヘルカにすがりつく。ヘルカとモンゴル軍の会談では通訳を担当するが、ヘルカが狂言を打っているに気づき擁護、魔女と戦い満身創痍となったヘルカをかばって彼女を抱えて逃走。たどり着いた花畑でヘルカから本心を告げられるも捕らえられる。
自殺を試みるも失敗しするも、座主の計らいで処罰を免れたが、3日後にヘルカが処刑された事を知らされ、今後ヘルカが悪女として伝えられることに悔しさを募らせる。だが、ラビから後世ではラクシャーシーの名前が伝わっている事を告げられ、ヘルカの真実をラクシャーシーの救世主としての解釈で伝えるよう決意。後に経典翻訳の効率化などから新たなモンゴル文字の開発普及のためモンゴルに向かい、その傍らヘルカの功績を後世に伝えるため各地に碑文を建てる活動を行う。
ドロアダイ
モンゴル帝国の将軍で、コデンの下でチベットを侵攻している。ラクシャーシーによって同胞を皆殺しにされた過去を持ち、復讐のために尼僧院を次々と滅ぼしており、ドルマの尼僧院を狙う。ヘルカが魔法少女となり、教えを広めていくとモンゴル軍で内部分裂が起きたため、コデンの命令を受けヘルカ教徒の住む村を焼き払っていく。
コデン
モンゴル帝国の第2皇子でチベット遠征軍の総大将。仏教経典をたしなんでおり、会談でのヘルカの言動に関心を示し、彼女を討つと宣言ともにチベット側が協力すればその地位を確約すると約束した。

#### 邪馬台国の跡目編
トヨは3世紀（弥生時代）の日本に暮らす少女。この時代の魔法少女は祓い巫女、魔女は祟り神と呼ばれており、邪馬台国の女王ヒミコは祓い巫女を自らの後継者候補として選んだものの、祟り神との戦いの末に戦死、魔女化、あるいは真実を知って自らソウルジェムを砕いたことで、全員命を落としたとされている。この時代にやってきたレナ・ももこ・かえではトヨを魔法少女にするべく、トヨと行動を共にすることになる。
トヨ
声 - 山田美沙希 / キャラクターデザイン - 千里GAN
属性 - ライト / タイプ - マギア / レアリティ - 星4
鎮守の森を管理する祖父と巫女だった祖母とともに暮らし、ヒミコに憧れ少しでも近づけるよう鬼道の修練に励んでいる。またタケノコが大好物で、季節に関係なくおいしいタケノコを見つけ出す才能も持つ。その一方で神懸かりを起こすなどの理由で周囲から「祟り神の子」と呼ばれ、厄災の原因として忌み嫌われていた。ヒミコによればトヨは生まれつき身体が弱く、病気の概念がない当時の事もあり、祖父母が暮らす自然が豊かな村に預けられていた。
実際の素性は狗奴国王ククチヒコとヒミコとの間に生まれた子であり、トヨは最初狗奴国兵からこのことを聞かされ、その後ヒミコも実子であることを認めた。
ある日、ヒミコの後継者候補に選ばれたとして邪馬台国へと向かうことになり、その途上で自身に勘違いされて狗奴国の兵に追われていたレナ、彼女を助けに来たももことかえでに出会い、共に邪馬台国へ向かう過程で友達となった。
先の出来事もあり後継者選びに乗り気ではなかったヒミコによって邪馬台国から追い払われそうになるが、信頼を得るため日照りが続く近隣の村の雨乞いを買って出る。最初は上手くいかなかったが、レナたちの協力を得ながら川から水を引くことで村を豊作に導き、住民から信頼を得ることに成功、ヒミコからも正式に後継者候補として指名され、以降ヒミコを補佐するも、親子としての接し方が互いに分からない状態だった。
その後徐々に体調を崩すようになり、原因不明の神懸かりを発症、身体を動かせない状態に陥る。そうした中ヒミコが国とトヨを守るために狗奴国との戦争を始め、以前豊作に導いた村が襲撃を受けたのを知り、村を守るためレナ・かえでと共に向かい2人の協力を得て軍勢を撃退する。ももことヒミコが合流した最中、レナたちが魔女の気配を感じ、村の稲を凶作にし食料も枯渇させ、さらにトヨの容態が悪くなった原因がこの魔女だとわかり戦う中キュゥべえが現れ、事情を理解し母の制止を振り切り「かか様のようになれますように」と願って魔法少女になり魔女を倒すことに成功。体調も回復し、また自身の求める人を呼び寄せる固有能力によって様々な人材を集め確保するようになった。
以降姫御子として国民から讃えられるようになり、ヒミコの代わりとしてこれまで彼女が行ってきた事を務めるようになる。ヒミコの死後はその地位を引き継ぎ、女王として国を統率しつつ、魔女退治を続けている。
プレイアブルキャラクターとしては2023年6月26日に期間限定ガチャで実装された。
ヒミコ
邪馬台国の女王。巫女として優れた鬼道の才を持ち、近隣の国々をまとめ上げたことから崇敬の念を抱かれている。
トヨが祟り神の子と呼ばれていることや、後継者候補にした祓い巫女が全員命を落としたことに加え、自身に相談せずに弟が独断で後継者候補を選んで呼び出したこともあり、トヨを遠ざけ帰そうとするが「ヒミコ様のように人々を幸せにしたい」というその熱意に負け、試験として村の日照り解消を命じる。トヨが村を救ったことで彼女を信頼し後継者候補に正式に指名するとともに実母であることを認め、以降トヨには女王としてだけではなく母親としても接するようになる。
ククチヒコとは狗奴国との和平を結ぼうとした際に恋仲になり、そのままトヨを身ごもったが、駆け落ちに失敗しククチヒコと引き離された過去を持つ。トヨを狗奴国から守ることや上述の病弱な身体、さらに自分のような立場になって欲しくないという母心から両親の元に預けた経緯がある。
何らかの病を患い、物も見えづらく、顔も酷い状態になっており、過去同様な症状で死んだものもいたことから、自ら余命幾ばくもない事を悟っていた。このため人々に病を悟られぬよう顔の前に布で覆って隠している。トヨが自分の代わりを担って以降病状が悪化しトヨの看病を受けていたが、最期はトヨに看取られながら息を引き取った。
専用のLive2Dのグラフィックが用意されているが、これはトヨをデザインした千里GANが描いたものがそのまま採用されたものである。
ヒミコの弟
姉であるヒミコの後継者候補として独断でトヨを指名しやってこさせたが、ヒミコからはトヨを傀儡にし自らが実権を握ろうとしていると見なされていた。事実狗奴国とは繋がりを持ち、ヒミコに成り代わって男王として邪馬台国を支配しようとしていた。本心を見抜いたヒミコからは見限られ、トヨが魔法少女になった事でその影響から狗奴国から切り捨てられ、トヨの即位後に邪馬台国の王を僭称するも狗奴国からの刺客によって暗殺された。
狗奴国兵
対立する邪馬台国に先んじてトヨを狗奴国に連れて行こうとしていたが、ねむの分身が宿った本が魏からの贈り物、それを持っていたレナをトヨだと勘違いし、本を奪い去りレナに同行を求めるも、ももことかえでの加勢で退却を余儀なくされる。トヨが邪馬台国に到着後にも接触、目的とともに彼女の出自を明かしている。

#### パクス・ロマーナの恋人編
アマリュリスは古代ローマのポンペイに暮らす少女。この時代の魔法少女はローマの守護女神ウェスタに身を捧げた煌乙女とされており、クビウス（キュゥべえ）を伴っていたという。ウェスタの煌乙女は本来ならローマ市民の娘のみがなることができたのだが、ポンペイが79年のヴェスヴィオ噴火で壊滅し、ただ一人生き残ったユニア（アマリュリス）がクビウスと契約、ポンペイを救うため過去に戻り、時代が異なるものの同じく未来からやってきたひめなたちと意気投合し、共に行動することになる。
アマリュリス
声 - 鈴代紗弓 / キャラクターデザイン - さくら小春（QP:flapper）
属性 - 無属性 / タイプ - サポート / レアリティ - 星4
ギリシア系の少女で、普段はユニアの侍女として仕えている。オウィディウスの『変身譚』を愛読しその影響を受けていたことから、他人になりすますことができる「メタモルフォセス」の固有能力を持ち、その間の言動はなりすました相手の物として周囲に認識させることができる。根が正直なため、嘘をつくときには目をつぶる、問い詰められると目が泳ぐ癖がある。
幼いころにクビウスをつれた煌乙女に神殿に来るつもりはないかと誘われたが、自分はふさわしくないと断った過去がある。79年に発生した火山噴火によるポンペイの災禍に巻き込まれ、ただ一人生き残ったが、この出来事を知らせ街を救うため、クビウスと契約を交わして魔法少女になり、生まれ変わる形で3年前の76年にやってきていた。
平穏な世の中を守ることに生涯を捧げる決心をしており、ねむからの後世に伝わる状況を聞いて「パクス・ロマーナの恋人」の二つ名を称するようになった。
プレイアブルキャラクターとしては2023年7月24日に期間限定ガチャで実装された。
ユニア
コルネリアの双子の妹で、アマリュリスの正体。幼いころに実父の親友でワイン醸造で財をなした大地主・豪商の家に養子に出された。現在はコルネリアとは離れて暮らしているが、時折実家を訪れている。姉やマリウスだけでなく、街のあらゆる人々を平等に愛する博愛主義者。
元辿った歴史において、マリウスと婚約したものの、噴火災害によってマリウスが庇ったことでただ一人生き残り、姉や婚約者を始めあらゆる人々を失うことになり、その状況でクビウスと出会い「過去に生まれ変わりたい」と願って魔法少女になった。ユニアの姿のままでは予言を信じてもらえないことから自らの能力を使ってアマリュリスに姿を変えて行動するようになった。
コルネリア
ポンペイ有数のワイン貿易商プブリウス・コルネリウス・アンニウスの娘。アマリュリスが話した噴火災害の事を唯一信じている。聡明な考えの持ち主で物事をハッキリさせる性格ではあるが、マリウスの事に関しては奥手気味になってしまう。
マリウス
コルネリアとユニアの幼馴染みで、2人が兄のように慕っている。家は都市参事会で絶大な発言力を持つ名門。アマリュリスが元辿った歴史ではユニアと結婚し、ユニアの家の意向からワインを中心とした振興策をとったことから、後の噴火災害でポンペイの住民が避難せず壊滅的な被害になったという。
左利きのヒラルス
新進気鋭の戦車競走の御者。元々はニキディウスが所有していたが、使い魔が引き起こした騒動に巻き込まれた事がきっかけで、コルネリアの機転により彼女が共同所有者となった。後に初勝利から破竹の連勝記録を打ち立てることになる。
ガイウス・プリニウス・セクンドゥス
後世において『博物誌』を著したことで知られるようになる海軍提督にして博物学者。ミセヌムに駐留していた時にアマリュリスたちが接触、今後の将来、中でも自身が火山噴火に巻き込まれて命を落とす運命にある事を知らされ、話の内容は信じたものの、それが実証できるか不明である事から協力を断るも、秘密裏に執政官にして次期皇帝のティトゥスに情報を伝え、黙認状態で行動を取れるようにしていた。火山噴火後は喉に疾患を抱えているにも関わらず避難の陣頭指揮を執り、書記官に自らの行動を記録させ甥のガイウスに伝えるよう託した。

## 準主要キャラクター
メッセージウィンドウの名前表記がフルネームになっているキャラクターのうち、メインストーリー第2部に中心的に関わる者。
都 ひなの（みやこ ひなの）
声 - 朝日奈丸佳 / キャラクターデザイン - GENJIN / 属性 - フォレスト / タイプ - サポート / レアリティ - 星2
南凪自由学園所属。化学部の部長を務める18歳の高校生。魔法少女歴5年のベテランであり、神浜市の中央地区を率いる魔法少女。化学工場に勤める父親の影響で化学に興味を持ち、現在は部活動の一環として小学生などを対象にした実験教室を催したりしている。木崎衣美里には魔女と戦っているところを助けたことがきっかけでとても懐かれており、「目上に対する敬意が足りない」とぼやきながらも、前述の実験教室でアシスタントをさせるなど仲は良い。身長が145cmと非常に小柄なため、衣美里を初めとする後輩たちからは見た目の子供っぽさをイジられることも多い。ひなの本人もこれについてはコンプレックスを持っており、人並みに恋愛したいという願望もある。
魔法少女になったのは自らが実験中に起こした事故が原因。このことから薬品を扱うことへの危機意識は非常に高く、また魔法少女になることについても「ならないで済むのならその方が良い」という考えを持っている。
2018年3月2日より星5まで覚醒が可能になった。
保澄 雫（ほずみ しずく）
声 - 七瀬彩夏 / キャラクターデザイン - ササギコウシ / 属性 - ライト / タイプ - アタック / レアリティ - 星2
自分の居場所を探し続けている魔法少女。自分にはアイデンティティと呼べるものが無いということに悩んでおり、そのことから未来に対する漠然とした不安を抱えている。
参京院教育学園所属。実家は落ち着いた雰囲気のある純喫茶。そこの常連であった旅人の青年に共感や恋心のようなものを抱いており、ある日その青年が遠く離れた旅先で交通事故に遭ったと聞き、彼に会うために魔法少女となる。
固有魔法は「空間結合」。別々の空間を繋げることで、瞬時に遠く離れた場所へと移動することができる。この能力に目をつけたマギウスの翼とはビジネスライクな関係を築いており、それが高じて一時は組織に黒羽根として在籍していた。一方で雫のことを心配したいろはの誘いでみかづき荘に一時的にいたことがあったが、いろはたちの様子を見て自分が入るすき間がないと悟り、誰にも告げずに辞去している。第2部でも能力を活かしマギアユニオンの「切り札」として活動している。
期間限定イベント『Whereabouts of the feather〜羽根の行方〜』では主人公の1人を務め、マギウスの翼に加入した経緯とそこから脱退するまでの経緯が描かれた。
2020年11月27日より星5まで覚醒が可能になった。
御園 かりん（みその かりん）
声 - 金元寿子 / キャラクターデザイン - 蒼樹うめ / 属性 - フレイム / タイプ - サポート / レアリティ - 星4
期間限定イベント『マジカルハロウィンシアター〜1日だけの魔法少女劇団〜』の主人公。
栄総合学園所属。漫画研究部に所属する中学2年生で14歳。自称「ハロウィンが生んだ魔法少女」。「怪盗少女マジカルきりん」という漫画の主人公・マジカルきりんに憧れを抱いており、一人で戦いながらみんなを元気にできるような魔法少女になることを目指している。キュゥべえに願ったのは「同居している祖母の窃盗癖を治すこと」で、ハロウィンの夜に契約した。
変身前は弱気だが、変身後はキャラになりきっているためか口調が強気になり、一人称も「我」になる。かつては「怪盗かりん」を名乗り、強い魔法少女からグリーフシードを盗んでは弱い魔法少女にそれを配るという活動をしていたが、やちよに咎められて止めている。
アリナとは同じ美術室を利用して部活動をしていることから親交があり、しばしば絵や漫画の講評を受けている。しかし、アリナのマギウスとしての一面は全く知らず、第1部の最終決戦でも「何か使い魔を倒していたらいつの間にか終わっており、一体何が起きたか分からない」様子であった。
第2部では行方不明になったアリナがマギウスだったことを知るも、いつか帰ってくる日のために絵の練習を続けていた。しかし樹里の攻撃を受け重傷を負い入院した先の病院でアリナと再会し、記憶を取り戻すために奔走し、アリナを改心させようとするも、みことの世界破壊計画にアリナが乗ったためにミラーズから追い出されてしまった。その後アリナを連れ戻すために再度ミラーズに突入した際には、みことから人間の争いの歴史を見せられるも、「人間は絶望と希望の両方を求めているグレーな存在だ」と主張する。
2017年10月31日にプレイアブルキャラクターとして実装された。
観鳥 令（みどり りょう）
声 - 河瀬茉希 / キャラクターデザイン - 凪良 / 属性 - フレイム / タイプ - アタック / レアリティ - 星3
期間限定イベント『Whereabouts of the feather〜羽根の行方〜』の主人公の1人。
南凪自由学園所属。大東区出身の魔法少女で、マギウスの翼に所属する白羽根の1人。ゴシップ好きの両親の元で育ち、珍しい出来事に遭遇しやすい体質をしている。
自身が見聞きした出来事を周囲に話す度に「証拠が無い」としてホラ吹き扱いを受けたため、「証拠を取る」というということを重要視しており、偶然目撃したひき逃げの現場で犯人へと繋がる手がかりを損ねた後悔もあって「シャッターチャンスを逃さない」という願いで魔法少女となった。その後は望まぬゴシップ写真しか撮れないことに悩んだものの、ひなのや十七夜へ相談した末に「善悪関係無く真実を伝えよう」と考えて新聞部を立ち上げ、彼女が発行する壁新聞「観鳥報」は良くも悪くも学校の名物となる。
第2部からはひなのや旧知の郁美と共に行動するようになるが、神浜監獄の戦いでプロミストブラッドの急所を探ろうとするも、アオにソウルジェムを砕かれ死亡し、カメラも結菜に破壊されてしまったが、撮影データはスマートフォンに転送され株分けのミラーズのショートカットの存在を暴き出すこととなった。
プレイアブルキャラクターとしては2018年11月12日に実装され、2021年9月6日より星5まで覚醒が可能になった。
牧野 郁美（まきの いくみ）
声 - 木野日菜 / キャラクターデザイン - 植田亮 / 属性 - ダーク / タイプ - ヒール / レアリティ - 星4
期間限定イベント『Whereabouts of the feather〜羽根の行方〜』の主人公の1人。
マギウスの翼に所属する黒羽根の1人で、組織内では令と行動を共にしている。アイドル志望の19歳の専門学校生。元々はバレーボール選手として活躍することが夢だったが、歌や踊りは得意だがバレーの才能は無かった郁美と、逆に歌や踊りは下手だがバレーの才能はあった親友の友杞ゆみとの間で、「互いの夢を交換して二人の夢として目指そう」としてそれぞれ相手の夢を目指すようになる。これがきっかけとなって栄総合学園の芸能科に編入、そこで講師の推薦を受けて学校が経営をしているメイドカフェでメイド長を務めるようになり、自分の大切な居場所となった店の存続を願って魔法少女となる。
目指しているアイドル像が母親世代に流行ったキャピキャピしたものであり、店では歌も踊りもレベルが高いもののセンスが古臭いとしてイジられている。また意図的にキャラを作っているため、令から「キャラが剥がれて素が出ている」と突っ込まれることも多い。
第2部では令とともに行動しつつ、同じ学校のOGの立場からかりんを気遣ったりもする。しかし、プロミストブラッドのショートカットである株分けのミラーズに潜む鏡の魔女をキモチの力を用いて撃破するも、肉体が耐え切れずに消滅する最期を迎えた。
プレイアブルキャラクターとしては2018年11月12日に実装された。
南津 涼子（なつ りょうこ）
声 - 戸松ゆきな / キャラクターデザイン - あずーる / 属性 - フレイム / タイプ - バランス / レアリティ - 星4
期間限定イベント『オマエにずっと手を振る』の主人公の1人。
時女一族の分家出身。神浜の近郊にある浄安寺の住職の孫娘で、豪放磊落ではあるものの曲がったことが大嫌いな性格。南凪自由学園所属の17歳の高校2年生。親戚筋が住職である水徳寺を消そうとしている連中の不正を暴くことを願って魔法少女となった。祖父に魔法少女の姿を見られたときに一族の存在や神浜の自動浄化システムを求めていることを知らされ、本家のサポートを行うため神浜に向かう。
さくやとは『オマエにずっと手を振る』の一件で仲良くなるもお互いの立場の違いから別れる。最後はさくやと一騎打ちとなり、彼女を殺してしまう。
プレイアブルキャラクターとしては2020年1月27日に実装された。
青葉 ちか（あおば ちか）
声 - 山田麻莉奈 / キャラクターデザイン - U35 / 属性 - フォレスト / タイプ - バランス / レアリティ - 星3
時女一族の分家出身で、自然が大好きな魔法少女。聖リリアンナ学園所属の17歳の高校2年生。父が隣人に騙され借金を背負わされたことで人間不信に陥り、「家族と静かに自然に囲まれて生きていきたい」という願いで魔法少女となった。
夜逃げ同然で神浜を離れ、両親の実家がある時女の分家の集落に身を寄せていたが、集落を訪れた静香からの誘いを受け神浜に戻ることになり、北養区の山林に掘っ立て小屋を建てて暮らし、普段はネイチャーガイドのアルバイトも行っている。もともと神浜での生活が長かったことから、静香を始めとする都会暮らしに不慣れな一族の少女たちの生活指南役となることもある。
プレイアブルキャラクターとしては2020年7月6日に実装された。
鈴鹿 さくや（すずか さくや）
声 - 峯田茉優 / キャラクターデザイン - ヒゲ / 属性 - フォレスト / タイプ - アタック / レアリティ - 星2
期間限定イベント『オマエにずっと手を振る』の主人公の1人。
プロミストブラッドからスパイとして神浜市立大付属学校に潜入している魔法少女。17歳の高校2年生。陸上部に所属しており、運動神経もかなり高い。以前の学校の陸上部が暴行事件を起こして大会への出場停止処分となった際、その取り消しを願って魔法少女となった。
二木市での抗争時は虎屋町陣営に属しており、抗争終結後は神浜市への復讐に加わるが、その一方で結菜には一線を越えてほしくないと考えており、うい救出のために二木市に潜入したやちよたちに情報を伝え、その後二木市にやってきた神浜の魔法少女たちの殺害を沙優希のファンである部下に免じて取りやめている。また引っ越してきたばかりのうららの世話を焼いていた。
竜ヶ崎側に回った親友を自ら手にかけたことで悪夢にうなされていたが、涼子と出会ったことで克服し仲良くなるも、互いの立場の違いから別れる。最終的には二木市での決戦で涼子と一騎打ちとなり、死亡する。
プレイアブルキャラクターとしては2020年1月27日に実装された。
智珠 らんか（ちず らんか）
声 - 幸村恵理 / キャラクターデザイン - がおう / 属性 - フレイム / タイプ - アタック / レアリティ - 星3
プロミストブラッドからスパイとして栄総合学園に潜入している魔法少女。15歳の中学3年生。ゲーマーであり、自分の好きなゲームセンターが潰れるのを防ぐために魔法少女となった。
二木市での抗争時は当初門前橋グループの副リーダーで、「門前橋の蝙蝠」の命令で渋々アオを弄っていたが、樹里に救われ竜ケ崎陣営に加わる。その後抗争終結後はアオとも和解し、神浜のスパイとしてマギアユニオンの動向を探っている。
プレイアブルキャラクターとしては2020年1月17日に実装された。
三輪 みつね（みわ みつね）
声 - 水瀬いのり / キャラクターデザイン - 文倉十 / 属性 - ライト / タイプ - サポート / レアリティ - 星4
期間限定イベント『ガールズ・イン・ザ・フッド』の主人公の1人。
引きこもり体質の魔法少女で、中央学園に所属しているものの学校にも不登校。16歳の高校1年生。ある時、飾利潤と出会い交流し共に行動するも、彼女が魔法少女として戦う姿を見たことが要因となり、「魔法少女が理想と反するような人物だと分からせるために、一生涯の引きこもりを保障して欲しい」という願いで契約したが、それで魔女を狩れるはずもないため自分を変えるために「正義のヒーロー」というキャラ付けで魔女退治することとなる。
後に潤と手を組み、宝崎市でヒーロー活動に精を出し、それがきっかけでネオマギウスに加入する。しかし市での事件増加が自分が無意識的に発動していた認識改ざん魔法によるものだと知り、ひめなたちの記憶を改ざんし一人で魔女と戦おうとするも、窮地に陥ったところをネオマギウスに助けられるが潤を亡くしてしまい、自らの記憶を「潤は海外に引っ越した」と改ざんしてしまう。その後時女一族の戦いでドッペルを行使しすぎたために下半身不随に陥り入院する。その後自分の能力が神浜の東西対立に利用されていたことや、ひめなの魔法少女による一般人の支配計画を知ったことで記憶が元に戻り、ネオマギウスから離脱する。
プレイアブルキャラクターとしては2021年3月22日に実装された。

## その他の魔法少女
主に各魔法少女ストーリーや期間限定イベントストーリーに登場するプレイアブルキャラクター。メッセージウィンドウの名前表記がフルネームになっている。
特記がないものは恒常ガチャで実装されたキャラクター。（配）は期間限定イベントのクエスト報酬として実装された魔法少女。（組）は二人一組で実装された魔法少女。（強）はドッペルの代わりにドッペルに相当する強力なマギアを使用できる魔法少女。

### 本作オリジナルの魔法少女

#### 星4
| 名前                                 | 声優           | キャラクターデザイン     | 属性       | タイプ       | 実装日                                            | 備考      |
| ------------------------------------ | -------------- | ------------------------ | ---------- | ------------ | ------------------------------------------------- | --------- |
| 五十鈴 れん（いすず れん）           | 尾崎由香       | さくら小春（QP:flapper） | ダーク     | マギア       | 2017年9月15日                                     |           |
| 静海 このは（しずみ このは）         | Lynn           | ゆーげん                 | アクア     | バランス     | 2017年10月10日                                    |           |
| 粟根 こころ（あわね こころ）         | 近藤玲奈       | GAN                      | ライト     | ディフェンス | 2017年11月10日                                    |           |
| 相野 みと（あいの みと）             | 長縄まりあ     | ハノカゲ                 | フォレスト | バランス     | 2018年3月12日                                     |           |
| 梢 麻友（こずえ まゆ）               | 相坂優歌       | 植田亮                   | アクア     | マギア       | 2018年3月23日                                     |           |
| 眞尾 ひみか（まお ひみか）           | 大空直美       | PAPA                     | フレイム   | ディフェンス | 2018年4月2日                                      |           |
| 千秋 理子（ちあき りこ）             | 赤尾ひかる     | らぐほのえりか           | ライト     | サポート     | 2018年10月9日                                     |           |
| 更紗 帆奈（さらさ はんな）           | 岡咲美保       | ムラ黒江                 | ダーク     | アタック     | 2019年5月24日                                     |           |
| 史乃 沙優希（ふみの さゆき）         | Machico        | 夜ノみつき               | ライト     | サポート     | 2019年6月10日                                     |           |
| 七瀬 ゆきか（ななせ ゆきか）         | 鷲見友美ジェナ | 枡狐/蛙空                | ライト     | バランス     | 2019年9月17日                                     |           |
| 古町 みくら（こまち みくら）         | 市ノ瀬加那     | おちゃう                 | ダーク     | マギア       | 2019年11月29日                                    |           |
| 水樹 塁（みずき るい）               | 伊瀬茉莉也     | ファルまろ               | ダーク     | アタック     | 2020年5月1日                                      |           |
| 若菜 つむぎ（わかな つむぎ）         | 徳井青空       | くらは                   | フォレスト | ディフェンス | 2020年5月18日                                     |           |
| 香春 ゆうな（かはる ゆうな）         | 上坂すみれ     | 柴乃櫂人                 | フォレスト | マギア       | 2020年5月29日                                     |           |
| 飾利 潤（かざり じゅん）             | 井上麻里奈     | ヤスダスズヒト           | アクア     | サポート     | 2020年9月28日                                     |           |
| アシュリー・テイラー (Ashley Taylor) | 天城サリー     | 紅緒                     | ダーク     | アタック     | 2020年3月27日（英語版） 2021年2月22日（日本語版） | [ 注 26 ] |
| 桐野 紗枝（きりの さえ）             | 種﨑敦美       | らぐほのえりか           | フレイム   | サポート     | 2021年6月4日                                      |           |
| 入名 クシュ（いりな クシュ）         | 古賀葵         | 茨乃                     | ダーク     | マギア       | 2021年9月21日                                     |           |
| 真井 あかり（まい あかり）           | 大久保瑠美     | くろにゃん               | ライト     | バランス     | 2022年6月9日                                      |           |
| 伊並 満（いなみ みつる）             | 豊田萌絵       | あらたまい               | フレイム   | ヒール       | 2023年9月11日                                     |           |
| ユゥ                                 | 三石琴乃       | 劇団イヌカレー(泥犬)     | 無属性     | アタック     | 2024年4月22日                                     |           |
| シィ                                 | 小山茉美       | 劇団イヌカレー(泥犬)     | ダーク     | マギア       | 2024年5月10日                                     |           |

#### 星3
| 名前                           | 声優         | キャラクターデザイン | 属性       | タイプ       | 実装日         | 星5実装日     | 備考   |
| ------------------------------ | ------------ | -------------------- | ---------- | ------------ | -------------- | ------------- | ------ |
| 竜城 明日香（たつき あすか）   | 瀬戸麻沙美   | 蒼樹うめ             | アクア     | バランス     | 初期実装       | 2019年1月11日 |        |
| 常盤 ななか（ときわ ななか）   | M・A・O      | 鮠水ちか             | アクア     | バランス     | 初期実装       | 2019年1月16日 |        |
| 純 美雨（ちゅん めいゆい）     | 西明日香     | 一十九二             | アクア     | ディフェンス | 初期実装       | 2019年10月9日 |        |
| 毬子 あやか（まりこ あやか）   | 小澤亜李     | あfろ                | ダーク     | ディフェンス | 初期実装       | 2023年5月29日 |        |
| 加賀見 まさら（かがみ まさら） | 石上静香     | H2SO4                | ライト     | アタック     | 初期実装       | 2022年4月18日 |        |
| 綾野 梨花（あやの りか）       | 伊藤かな恵   | マシマサキ           | フレイム   | マギア       | 初期実装       | 2023年5月29日 |        |
| 遊佐 葉月（ゆさ はづき）       | 佳村はるか   | ゆーげん             | ライト     | サポート     | 2017年10月10日 | 2021年4月30日 |        |
| 江利 あいみ（えり あいみ）     | 上田麗奈     | かんざきひろ         | フレイム   | バランス     | 2017年10月23日 | 2023年2月10日 |        |
| 伊吹 れいら（いぶき れいら）   | 高野麻里佳   | ハノカゲ             | フレイム   | バランス     | 2018年3月12日  | 2024年2月5日  |        |
| 阿見 莉愛（あみ りあ）         | 立花理香     | Nardack              | ダーク     | マギア       | 2018年4月23日  | 2023年2月10日 |        |
| 吉良 てまり（きら てまり）     | 安齋由香里   | なかじまゆか         | アクア     | サポート     | 2019年11月29日 | 未実装        |        |
| 三穂野 せいら（みほの せいら） | 桑原由気     | みやま零             | フレイム   | バランス     | 2019年11月29日 | 未実装        | （配） |
| 恵 萌花（めぐみ もか）         | 福緒唯       | GENJIN               | フォレスト | サポート     | 2020年2月25日  | 未実装        |        |
| 枇々木 めぐる（ひびき めぐる） | 夏吉ゆうこ   | 兎塚エイジ           | フレイム   | サポート     | 2020年3月9日   | 未実装        |        |
| 由貴 真里愛（ゆき まりあ）     | 逢田梨香子   | いもあん             | アクア     | ヒール       | 2020年4月13日  | 未実装        |        |
| 柚希 ほとり（ゆずき ほとり）   | 田中美海     | 桜木蓮               | ライト     | バランス     | 2020年5月27日  | 未実装        |        |
| 柚希 りおん（ゆずき りおん）   | 田中ちえ美   | 桜木蓮               | ダーク     | サポート     | 2020年5月27日  | 未実装        | （配） |
| 由良 蛍（ゆら ほたる）         | 小坂井祐莉絵 | Tiv                  | アクア     | ヒール       | 2021年9月13日  | 未実装        | （配） |

#### 星2
| 名前                         | 声優       | キャラクターデザイン | 属性       | タイプ       | 実装日         | 星5実装日      | 備考   |
| ---------------------------- | ---------- | -------------------- | ---------- | ------------ | -------------- | -------------- | ------ |
| 矢宵 かのこ（やよい かのこ） | 加隈亜衣   | ぷにゃん             | ダーク     | アタック     | 初期実装       | 2022年2月10日  |        |
| 空穂 夏希（うつほ なつき）   | 杜野まこ   | 八重樫南             | アクア     | サポート     | 初期実装       | 2021年11月19日 |        |
| 美凪 ささら（みなぎ ささら） | 高橋李依   | 戸流ケイ             | ライト     | ディフェンス | 初期実装       | 2022年1月11日  |        |
| 木崎 衣美里（きさき えみり） | 鬼頭明里   | ニャン☆ぷぅ          | ダーク     | サポート     | 初期実装       | 2020年1月20日  |        |
| 志伸 あきら（しのぶ あきら） | 村中知     | おちゃう             | アクア     | アタック     | 初期実装       | 2022年3月28日  |        |
| 胡桃 まなか（くるみ まなか） | 洲崎綾     | くらは               | フレイム   | ヒール       | 初期実装       | 2020年5月18日  |        |
| 夏目 かこ（なつめ かこ）     | 鈴木絵理   | 茨乃                 | フォレスト | ヒール       | 初期実装       | 2019年8月29日  |        |
| 春名 このみ（はるな このみ） | 三森すずこ | アマネシキ           | フォレスト | ヒール       | 初期実装       | 2021年12月13日 |        |
| 三栗 あやめ（みくり あやめ） | 木戸衣吹   | ゆーげん             | フレイム   | アタック     | 2017年10月10日 | 2021年4月30日  | （配） |
| 桑水 せいか（くみ せいか）   | 和氣あず未 | ハノカゲ             | アクア     | サポート     | 2018年3月12日  | 2024年2月5日   | （配） |

#### 星1
| 名前       | 声優 | キャラクターデザイン | 属性   | タイプ   | 実装日        | 備考             |
| ---------- | ---- | -------------------- | ------ | -------- | ------------- | ---------------- |
| 黒（くろ） | 不明 | ササギコウシ         | ダーク | アタック | 2018年2月15日 | 覚醒不可。（配） |

### シリーズ作品の魔法少女
『魔法少女まどか☆マギカ』の関連作品からの登場人物。特記がないキャラクターは期間限定ガチャでの実装。
| レアリティ | 名前                    | 声優         | キャラクターデザイン   | 登場作品                                         | 属性       | タイプ         | 実装日         | 星5実装日      | 備考      |
| ---------- | ----------------------- | ------------ | ---------------------- | ------------------------------------------------ | ---------- | -------------- | -------------- | -------------- | --------- |
| 星3        | 美国 織莉子             | 早見沙織     | ムラ黒江               | 魔法少女おりこ☆マギカ                            | ライト     | マギア         | 初期実装       | 2018年10月22日 | [ 注 33 ] |
| 星4        | 呉 キリカ               | 井口裕香     | ムラ黒江               | 魔法少女おりこ☆マギカ                            | ダーク     | ディフェンス   | 初期実装       | 同左           | [ 注 33 ] |
| 星3        | 千歳 ゆま               | 久野美咲     | ムラ黒江               | 魔法少女おりこ☆マギカ                            | フォレスト | サポート       | 初期実装       | 2021年11月12日 | [ 注 33 ] |
| 星4        | 美国 織莉子 ver.Final   | 早見沙織     | ムラ黒江               | 魔法少女おりこ☆マギカ                            | ライト     | エクシード     | 2022年5月11日  | 同左           | [ 注 34 ] |
| 星4        | かずみ                  | 丹下桜       | 平松正樹、天杉貴志     | 魔法少女かずみ☆マギカ                            | ダーク     | アタック       | 2017年11月20日 | 同左           |           |
| 星3        | 御崎 海香               | 内田彩       | 平松正樹、天杉貴志     | 魔法少女かずみ☆マギカ                            | アクア     | ヒール         | 2017年11月20日 | 2020年9月7日   | （配）    |
| 星3        | 牧 カオル               | 田所あずさ   | 平松正樹、天杉貴志     | 魔法少女かずみ☆マギカ                            | フレイム   | バランス       | 2017年11月20日 | 2021年10月20日 |           |
| 星4        | 昴 かずみ               | 丹下桜       | 平松正樹、天杉貴志     | 魔法少女かずみ☆マギカ                            | ライト     | アタック       | 2021年10月20日 | 同左           |           |
| -          | 和紗 ミチル             | -            | -                      | 魔法少女かずみ☆マギカ                            | -          | -              | 未実装         | 未実装         | [ 注 35 ] |
| -          | 神那 ニコ               | -            | -                      | 魔法少女かずみ☆マギカ                            | -          | -              | 未実装         | 未実装         | [ 注 35 ] |
| -          | 浅海 サキ               | -            | -                      | 魔法少女かずみ☆マギカ                            | -          | -              | 未実装         | 未実装         | [ 注 35 ] |
| 星4        | タルト                  | 堀江由衣     | 枡狐/蛙空              | 魔法少女たると☆マギカ                            | ライト     | バランス       | 2018年2月15日  | 同左           |           |
| 星3        | メリッサ                | 加隈亜衣     | 枡狐/蛙空              | 魔法少女たると☆マギカ                            | アクア     | マギア         | 2018年2月15日  | 2019年7月12日  | （配）    |
| 星4        | リズ                    | 小清水亜美   | 枡狐/蛙空              | 魔法少女たると☆マギカ                            | ダーク     | アタック       | 2018年2月21日  | 同左           |           |
| 星4        | エリザ                  | 沢城みゆき   | 枡狐/蛙空              | 魔法少女たると☆マギカ                            | フレイム   | バランス       | 2019年7月12日  | 同左           |           |
| 星3        | コルボー                | 大坪由佳     | 枡狐/蛙空              | 魔法少女たると☆マギカ                            | ダーク     | アタック       | 2019年7月12日  | 2021年5月24日  |           |
| 星4        | タルト ver. Final       | 堀江由衣     | 枡狐/蛙空              | 魔法少女たると☆マギカ                            | ライト     | エクシード     | 2020年6月19日  | 同左           | （強）    |
| 星3        | ラピヌ                  | 井澤詩織     | 枡狐/蛙空              | 魔法少女たると☆マギカ                            | フレイム   | ディフェンス   | 2020年6月19日  | 2021年5月24日  |           |
| 星4        | イザボー 魔女ver.       | たかはし智秋 | 枡狐/蛙空              | 魔法少女たると☆マギカ                            | ダーク     | バランス       | 2021年5月24日  | 同左           | （強）    |
| 星4        | ミヌゥ                  | 田中理恵     | 枡狐/蛙空              | 魔法少女たると☆マギカ                            | ライト     | マギア         | 2021年5月24日  | 同左           |           |
| 星4        | イザボー                | たかはし智秋 | 枡狐/蛙空              | 魔法少女たると☆マギカ                            | ダーク     | マギア         | 2022年3月18日  | 同左           | [ 注 36 ] |
| 星4        | ペレネル                | 能登麻美子   | 枡狐/蛙空              | 魔法少女たると☆マギカ                            | 無属性     | ディフェンス   | 2022年3月24日  | 同左           |           |
| 星4        | 天乃 鈴音               | 南條愛乃     | GAN                    | 魔法少女すずね☆マギカ                            | フレイム   | アタック       | 2018年5月1日   | 同左           |           |
| 星3        | 成見 亜里紗             | 植田佳奈     | GAN                    | 魔法少女すずね☆マギカ                            | ダーク     | バランス       | 2018年5月1日   | 2019年9月27日  | （配）    |
| 星3        | 詩音 千里               | 東山奈央     | GAN                    | 魔法少女すずね☆マギカ                            | アクア     | サポート       | 2018年5月1日   | 2021年1月25日  |           |
| 星4        | 日向 茉莉               | 村川梨衣     | GAN                    | 魔法少女すずね☆マギカ                            | フォレスト | バランス       | 2019年10月31日 | 同左           |           |
| 星3        | 奏 遥香                 | 松井恵理子   | GAN                    | 魔法少女すずね☆マギカ                            | ライト     | サポート       | 2019年10月31日 | 2021年1月12日  |           |
| 星4        | 美琴 椿                 | 日笠陽子     | GAN                    | 魔法少女すずね☆マギカ                            | フレイム   | サポート       | 2021年1月25日  | 同左           |           |
| -          | 日向 華々莉             | -            | -                      | 魔法少女すずね☆マギカ                            | -          | -              | 未実装         | 未実装         | [ 注 37 ] |
| 星3        | まどか先輩              | 悠木碧       | PAPA                   | マギア☆レポート                                  | ライト     | バランス       | 2018年4月2日   | 2019年4月15日  | （配）    |
| 星4        | いろはちゃん            | 麻倉もも     | PAPA                   | マギア☆レポート                                  | ライト     | サポート       | 2019年4月15日  | 同左           | （強）    |
| 星3        | フェリシアちゃん        | 佐倉綾音     | PAPA                   | マギア☆レポート                                  | ダーク     | アタック       | 2019年4月15日  | 2020年4月2日   |           |
| 星4        | レナちゃん アイドルver. | 石原夏織     | PAPA                   | マギア☆レポート                                  | アクア     | アタック       | 2020年4月2日   | 同左           |           |
| 星4        | 究極まどか先輩          | 悠木碧       | PAPA                   | マギア☆レポート                                  | ライト     | あるてぃめっと | 2021年4月2日   | 同左           | （強）    |
| 星4        | 悪魔ほむらちゃん        | 斎藤千和     | PAPA                   | マギア☆レポート                                  | ダーク     | あくま         | 2022年4月8日   | 同左           | （強）    |
| 星4        | 無限大いろはちゃん      | 麻倉もも     | PAPA                   | マギア☆レポート                                  | ライト     | むげんだい     | 2023年4月5日   | 同左           | （強）    |
| 星3        | くろ                    | 城内由茄子   | 劇団イヌカレー（泥犬） | アニメ版マギアレコード Final SEASON -浅き夢の暁- | ライト     | サポート       | 2023年2月10日  | 未実装         | （配）    |

### 派生バージョン
上記のキャラクターの派生バージョンのうち、メインストーリーに未登場のもの。全員、初期レアリティが星4であり、期間限定ガチャにて実装。
| 名前                          | 声優                                 | キャラクターデザイン                 | 属性       | タイプ         | 実装日         | 備考        |
| ----------------------------- | ------------------------------------ | ------------------------------------ | ---------- | -------------- | -------------- | ----------- |
| 鹿目まどか 晴着ver.           | 悠木碧                               | 蒼樹うめ                             | ライト     | サポート       | 2018年1月1日   |             |
| 暁美ほむら 水着ver.           | 斎藤千和                             | 蒼樹うめ                             | ライト     | マギア         | 2018年7月20日  |             |
| 環いろは 水着ver.             | 麻倉もも                             | 蒼樹うめ                             | アクア     | サポート       | 2018年8月8日   |             |
| 八雲みたま 晴着ver.           | 堀江由衣                             | ぷにゃん                             | 無属性     | バランス       | 2019年1月1日   |             |
| 天音姉妹 水着ver.             | 内田真礼・内田彩                     | 鮠水ちか                             | アクア     | ヒール         | 2019年7月1日   | （組）      |
| 佐倉杏子 水着ver.             | 野中藍                               | 蒼樹うめ                             | フレイム   | アタック       | 2019年7月26日  |             |
| いろは・やちよ 決戦ver.       | 麻倉もも・雨宮天                     | 蒼樹うめ                             | ライト     | アルティメット | 2019年8月22日  | （組 / 強） |
| 梨花・れん クリスマスver.     | 伊藤かな恵・尾崎由香                 | マシマサキ、さくら小春（QP:flapper） | ダーク     | マギア         | 2019年12月16日 | （組 / 強） |
| 美樹さやか 晴着ver.           | 喜多村英梨                           | 蒼樹うめ                             | アクア     | ディフェンス   | 2020年1月1日   |             |
| 百江なぎさ バレンタインver.   | 阿澄佳奈                             | 蒼樹うめ                             | ダーク     | 円環サポート   | 2020年2月14日  |             |
| レナ・かえで 水着ver.         | 石原夏織・大橋彩香                   | 蒼樹うめ                             | アクア     | マギア         | 2020年7月15日  | （組 / 強） |
| 巴マミ 水着ver.               | 水橋かおり                           | 蒼樹うめ                             | フォレスト | アタック       | 2020年7月27日  |             |
| 万年桜のウワサ 水着ver.       | 鈴木みのり                           | 藤ちょこ                             | ライト     | サポート       | 2020年8月7日   | （強）      |
| やちよ・みふゆ 始まりver.     | 雨宮天・中原麻衣                     | 蒼樹うめ                             | アクア     | アタック       | 2020年10月12日 | （組 / 強） |
| 和泉十七夜 ヴァンパイアver.   | 千本木彩花                           | ササギコウシ                         | ダーク     | マギア         | 2020年10月23日 |             |
| 十咎ももこ シスターver.       | 小松未可子                           | 蒼樹うめ                             | ライト     | アタック       | 2020年11月2日  |             |
| 鶴乃・フェリシア 宅配ver.     | 夏川椎菜・佐倉綾音                   | 蒼樹うめ                             | フレイム   | マギア         | 2020年12月4日  | （組 / 強） |
| 灯花・ねむ 聖夜ver.           | 釘宮理恵・諸星すみれ                 | 蒼樹うめ                             | ダーク     | サポート       | 2020年12月16日 | （組 / 強） |
| いろは・うい 巫女ver.         | 麻倉もも・石見舞菜香                 | 蒼樹うめ                             | ライト     | ヒール         | 2021年1月1日   | （組 / 強） |
| ウワサのさな                  | 小倉唯（アイ：咲々木瞳）             | 蒼樹うめ                             | アクア     | バランス       | 2021年2月12日  | （強）      |
| このは・葉月                  | Lynn・佳村はるか（あやめ：木戸衣吹） | ゆーげん                             | フォレスト | マギア         | 2021年4月30日  | （組）      |
| 七海やちよ 七夕ver.           | 雨宮天                               | 蒼樹うめ                             | アクア     | アタック       | 2021年6月28日  |             |
| ももこ・みたま 人魚ver.       | 小松未可子・堀江由衣                 | 蒼樹うめ、ぷにゃん                   | 無属性     | マギア         | 2021年7月12日  | （組 / 強） |
| 美樹さやか 波乗りver.         | 喜多村英梨                           | 蒼樹うめ                             | アクア     | ディフェンス   | 2021年7月30日  |             |
| まどか・いろは                | 悠木碧・麻倉もも                     | 蒼樹うめ                             | ライト     | エクシード     | 2021年8月22日  | （組 / 強） |
| かりん・アリナ ハロウィンver. | 金元寿子・竹達彩奈                   | 蒼樹うめ                             | フレイム   | マギア         | 2021年10月29日 | （組 / 強） |
| ホーリーマミ アニメver.       | 水橋かおり                           | 劇団イヌカレー（泥犬）               | フォレスト | アタック       | 2021年12月10日 | （強）      |
| 那由他・みかげ クリスマスver. | 春花らん・進藤あまね                 | 蒼樹うめ、ぷにゃん                   | フォレスト | サポート       | 2021年12月20日 | （組 / 強） |
| 時女静香 初日の出ver.         | 内田秀                               | 蒼樹うめ                             | フレイム   | バランス       | 2022年1月1日   |             |
| 七海やちよ アニメver.         | 雨宮天                               | 蒼樹うめ                             | アクア     | アタック       | 2022年1月11日  | [ 注 40 ]   |
| 佐倉杏子 ドッペルver.         | 野中藍                               | 蒼樹うめ                             | フレイム   | アタック       | 2022年2月10日  | （強）      |
| 環いろは アニメver.           | 麻倉もも                             | 蒼樹うめ                             | ライト     | ヒール         | 2022年4月18日  | [ 注 40 ]   |
| 水波レナ アニメver.           | 石原夏織                             | 蒼樹うめ                             | アクア     | マギア         | 2022年5月30日  | （強）      |
| ウワサの鶴乃 アニメver.       | 夏川椎菜                             | 蒼樹うめ                             | フレイム   | アタック       | 2022年7月22日  | （強）      |
| 黒江 水着ver.                 | 花澤香菜                             | 蒼樹うめ                             | ダーク     | アタック       | 2022年7月29日  |             |
| 鹿目まどか 水着ver.           | 悠木碧                               | 蒼樹うめ                             | アクア     | サポート       | 2022年8月10日  |             |
| 梓みふゆ おとぎ話ver.         | 中原麻衣                             | 蒼樹うめ                             | フレイム   | サポート       | 2022年12月12日 |             |
| 七海やちよ おとぎ話ver.       | 雨宮天                               | 蒼樹うめ                             | アクア     | マギア         | 2022年12月20日 |             |
| 暁美ほむら 晴着ver.           | 斎藤千和                             | 蒼樹うめ                             | ダーク     | アタック       | 2023年1月1日   |             |
| 佐和月出里 バレンタインver.   | 汐入あすか                           | 渡辺明夫                             | 無属性     | ディフェンス   | 2023年2月10日  |             |
| まさら・こころ 花嫁ver.       | 石上静香・近藤玲奈                   | H2SO4、千里GAN                       | ライト     | サポート       | 2023年6月9日   | （組 / 強） |
| 百江なぎさ 水着ver.           | 阿澄佳奈                             | 蒼樹うめ                             | ダーク     | サポート       | 2023年7月14日  |             |
| 佐鳥かごめ 百鬼夜行ver.       | 高尾奏音                             | 蒼樹うめ                             | フォレスト | マギア         | 2023年8月4日   | （強）      |
| 悪魔ほむら                    | 斎藤千和                             | 蒼樹うめ                             | ダーク     | 悪魔           | 2023年8月22日  | （強）      |
| 鹿目まどか scene0 ver.        | 悠木碧                               | 蒼樹うめ                             | ライト     | ヒール         | 2023年10月3日  | （強）      |
| 結菜・樹里 ヴァンパイアver.   | 涼本あきほ・松本花雪                 | 蒼樹うめ                             | フレイム   | マギア         | 2023年10月23日 | （組 / 強） |
| 暁美ほむら scene0 ver.        | 斎藤千和                             | 蒼樹うめ                             | ダーク     | マギア         | 2023年11月6日  | （強）      |
| 佐倉杏子 scene0 ver.          | 野中藍                               | 蒼樹うめ                             | フレイム   | アタック       | 2023年11月15日 | （強）      |
| 美樹さやか scene0 ver.        | 喜多村英梨                           | 蒼樹うめ                             | アクア     | ディフェンス   | 2023年12月4日  | （強）      |
| ウワサのみこと                | 本渡楓                               | ぷにゃん                             | 無属性     | バランス       | 2023年12月18日 |             |
| 竜城明日香 新春龍神 ver.      | 瀬戸麻沙美                           | 蒼樹うめ                             | アクア     | アタック       | 2024年1月1日   |             |
| 巴マミ scene0 ver.            | 水橋かおり                           | 蒼樹うめ                             | フォレスト | バランス       | 2024年1月12日  | （強）      |
| れいら・せいか                | 高野麻里佳・和氣あず未               | ハノカゲ                             | フレイム   | サポート       | 2024年2月5日   | （組）      |
| まどか先輩・いろはちゃん      | 悠木碧・麻倉もも                     | PAPA                                 | ライト     | サポート       | 2024年4月8日   | （組）      |
| いろは・黒江                  | 麻倉もも・花澤香菜                   | 蒼樹うめ                             | ライト     | ラストコネクト | 2024年5月10日  | （組 / 強） |

### 他作品からの登場人物
本作品とコラボレーションした他作品からの登場人物。特記がないキャラクターは期間限定ガチャでの実装。
| レアリティ | 名前            | 声優       | キャラクターデザイン           | 登場作品                          | 属性       | タイプ       | 実装日         | 星5実装日     | 備考        |
| ---------- | --------------- | ---------- | ------------------------------ | --------------------------------- | ---------- | ------------ | -------------- | ------------- | ----------- |
| 星3        | 戦場ヶ原 ひたぎ | 斎藤千和   | 渡辺明夫                       | 〈物語〉シリーズ                  | ダーク     | アタック     | 2018年9月25日  | 2019年2月25日 | （配）      |
| 星4        | 千石 撫子       | 花澤香菜   | 渡辺明夫                       | 〈物語〉シリーズ                  | フォレスト | マギア       | 2018年9月25日  | 同左          | [ 注 41 ]   |
| 星4        | 八九寺 真宵     | 加藤英美里 | 渡辺明夫                       | 〈物語〉シリーズ                  | アクア     | ディフェンス | 2018年11月26日 | 同左          | [ 注 41 ]   |
| 星4        | 羽川 翼         | 堀江由衣   | 渡辺明夫                       | 〈物語〉シリーズ                  | フレイム   | サポート     | 2018年12月3日  | 同左          | [ 注 41 ]   |
| 星4        | 神原 駿河       | 沢城みゆき | 渡辺明夫                       | 〈物語〉シリーズ                  | フレイム   | アタック     | 2019年2月15日  | 同左          | [ 注 41 ]   |
| 星4        | 忍野 忍         | 坂本真綾   | 渡辺明夫                       | 〈物語〉シリーズ                  | ライト     | マギア       | 2019年2月22日  | 同左          | [ 注 41 ]   |
| 星4        | 高町 なのは     | 田村ゆかり | セブン・アークス・ピクチャーズ | 魔法少女リリカルなのは Detonation | フレイム   | バランス     | 2019年6月17日  | 同左          | （強）      |
| 星3        | 八神 はやて     | 植田佳奈   | セブン・アークス・ピクチャーズ | 魔法少女リリカルなのは Detonation | フォレスト | マギア       | 2019年6月17日  | 2020年4月22日 | （配 / 強） |
| 星4        | フェイト        | 水樹奈々   | セブン・アークス・ピクチャーズ | 魔法少女リリカルなのは Detonation | ライト     | アタック     | 2019年6月24日  | 同左          | （強）      |
| 星4        | 錦木千束        | 安済知佳   | -                              | リコリス・リコイル                | ライト     | バランス     | 2023年9月22日  | 同左          | （強）      |
| 星4        | 井ノ上たきな    | 若山詩音   | -                              | リコリス・リコイル                | ダーク     | アタック     | 2023年9月22日  | 同左          | （強）      |

## 敵キャラクター
魔女と使い魔、ウワサはゲーム内アーカイブ「魔女・ウワサ」に掲載されるものを記載する。

### 魔女・使い魔
魔法少女が倒さなければならない敵。その実態はソウルジェムに穢れを溜め過ぎた魔法少女の成れの果て。監修は劇団イヌカレー（泥犬）。

#### 本作オリジナルの魔女・使い魔
| 名前                     | 性質 / 役割 | 原案                    | 備考 |
| ------------------------ | ----------- | ----------------------- | --- |
| 砂場の魔女               | 没頭        | f4samurai               | |
| 砂場の魔女の手下         | 電車ごっこ  | f4samurai               | |
| 立ち耳の魔女             | 姫          | f4samurai               | |
| 立ち耳の魔女の手下       | 彩          | f4samurai               | |
| 羊の魔女                 | 不眠        | f4samurai               | |
| 羊の魔女の手下           | 羊飼い      | f4samurai               | |
| 屋上の魔女               | 夢想        | f4samurai               | |
| 屋上の魔女の手下         | 施錠        | f4samurai               | |
| 象徴の魔女               | 啓示        | 劇団イヌカレー（泥犬）  | 「ピュエラ・ヒストリア」のラストボス。親の魔女と株分けの魔女とで真名が異なる。 古代から存在し、株分けの魔女を増やしていったことで世界中に広がっただけでなく、親の魔女が自らの分体を作って時間を超えて操ることで、時間へ干渉し生き抜く力を得ていた。 |
| 象徴の魔女の手下         | 繁殖        | f4samurai               | 複数の姿があるが、真名と性質はいずれも同じ。 |
| 鏡の魔女                 | 隠遁        | 劇団イヌカレー（泥犬）  | 瀬奈みことが魔女化した姿。親の魔女と株分けの魔女とで真名が異なる。 作中で「果てなしのミラーズ」と呼称されている「鏡の結界」を生成している。 ストーリー内では株分けの魔女が登場したのち、第2部のラストボスとして親の魔女が登場する。                 |
| 鏡の魔女の手下I          | ベル係      | f4samurai               | どの姿の使い魔も真名は同じ。 |
| 鏡の魔女の手下II         | 監視        | f4samurai               | どの姿の使い魔も真名は同じ。 |
| 鏡の魔女の手下III        | 複製        | f4samurai               | どの姿の使い魔も真名は同じ。 |
| 鏡の魔女の手下IV         | DM          | f4samurai               | どの姿の使い魔も真名は同じ。 |
| 振子の魔女               | 右往左往    | f4samurai               | |
| 振子の魔女の手下         | リストア    | f4samurai               | |
| 子守の魔女               | 困窮        | f4samurai               | |
| 子守の魔女の手下         | 石蹴り      | f4samurai               | |
| チョコレートの魔女       | 端役        | f4samurai               | 立ち耳の魔女の色違い。イベント中に登場した黒羽根の少女が魔女化した姿。 |
| チョコレートの魔女の手下 | 包み紙      | f4samurai               | 立ち耳の魔女の手下の色違い。 |
| イキガミの魔女           | 禊          | f4samurai               | |
| イキガミの魔女の手下     | 侍従        | f4samurai               | |
| 流浪の魔女               | 望郷        | f4samurai               | 時女集落では「ユラユラサマ」と呼ばれている。 |
| 流浪の魔女の手下         | 道しるべ    | f4samurai               | |
| 幸福な魔女               | 受難        | 劇団イヌカレー（泥犬）  | 作中では「エンブリオ・イブ」と呼称される。環ういが不完全な状態で魔女化した姿。 感情エネルギーを回収して宇宙に送り届ける性質を持つことから、マギウスの魔法少女解放の要とされていた。                                                                 |
| 幸福の魔女               | 受難        | 劇団イヌカレー（泥犬）  | 環ういの救出後、被膜の収縮によって形状が変化した幸福な魔女。 |
| 幸福な魔女の手下         | 献呈        | 劇団イヌカレー（泥犬）  | メインストーリー第1部第9章までは「???魔女の手下」と表示されていた。 |
| 石中魚の魔女             | 蟄居        | 劇団イヌカレー（泥犬）  | 初登場はテレビアニメ版。真名は「Boxwood」。 |
| 石中魚の魔女の手下       | 漂着物      | 不明                    | テレビアニメ版のみの登場。 |
| 獄門の魔女               | 袖絞        | 劇団イヌカレー（泥犬）  | 初登場はテレビアニメ版。 |
| 獄門の魔女の手下         | 絞首        | 劇団イヌカレー（泥犬）  | 初登場はテレビアニメ版。 |
| 批評家の魔女             | 権威        | 劇団イヌカレー（泥犬）  | 初登場はテレビアニメ版。 |
| 批評家の魔女の手下       | 便乗        | 劇団イヌカレー（泥犬）  | 初登場はテレビアニメ版。 |
| 魔女168号                | -           | 劇団イヌカレー（泥犬）  | 初登場はテレビアニメ版。いろはのドッペルが生み出した魔女役。 |
| ハナミチの魔女           | 生還        | 劇団イヌカレー（泥犬）  | 初登場はテレビアニメ版。 |
| ハナミチの魔女の手下     | クランケ    | 不明                    | テレビアニメ版のみの登場。 |
| 肉焼きの魔女             | 労務        | 劇団イヌカレー（泥犬）  | 初登場はテレビアニメ版。 |
| 肉焼きの魔女の手下       | 下働き      | 不明                    | テレビアニメ版のみの登場。 |
| ヨダカの魔女             | 逃避        | 劇団イヌカレー（泥犬）  | 初登場はテレビアニメ版。黒江が魔女化した姿。 |
| アリナ・イブ（通称）     | 不明        | 不明                    | 初登場はテレビアニメ版。 アリナが自身を熱病のドッペルに食わせると同時にエンブリオ・イブに感染し、その身体を乗っ取った姿。 ゲームではキモチ戦の特別編にて登場。                                                                                      |
| 破船の魔女               | 迷夢        | 枡狐/蛙空（原案・監修） | ガンヒルトが魔女化した姿。 |

#### シリーズ作品の魔女・使い魔
| 名前                 | 性質 / 役割      | 原案                    | 登場作品                                                     | 備考                                                                             |
| -------------------- | ---------------- | ----------------------- | ------------------------------------------------------------ | -------------------------------------------------------------------------------- |
| 委員長の魔女         | 傍観             | 劇団イヌカレー          | 『魔法少女まどか☆マギカ』                                    |                                                                                  |
| 委員長の魔女の手下   | クラスメイト     | 劇団イヌカレー          | 『魔法少女まどか☆マギカ』                                    |                                                                                  |
| 薔薇園の魔女         | 不信             | 劇団イヌカレー          | 『魔法少女まどか☆マギカ』                                    |                                                                                  |
| 薔薇園の魔女の手下   | 造園             | 劇団イヌカレー          | 『魔法少女まどか☆マギカ』                                    |                                                                                  |
| 薔薇園の魔女の手下   | 警戒             | 劇団イヌカレー          | 『魔法少女まどか☆マギカ』                                    |                                                                                  |
| 犬の魔女             | 渇望             | 劇団イヌカレー          | 『魔法少女まどか☆マギカ』                                    | 期間限定イベント「百江なぎさは願いを叶えた」に登場する伊津見尹縫が魔女化した姿。 |
| 犬の魔女の手下       | インテリア       | 劇団イヌカレー          | 『魔法少女まどか☆マギカ』                                    |                                                                                  |
| お菓子の魔女         | 執着             | 劇団イヌカレー          | 『魔法少女まどか☆マギカ』                                    | 百江なぎさが魔女化した姿。                                                       |
| お菓子の魔女の手下   | チーズを探すこと | 劇団イヌカレー          | 『魔法少女まどか☆マギカ』                                    |                                                                                  |
| 舞台装置の魔女       | 無力             | 劇団イヌカレー          | 『魔法少女まどか☆マギカ』                                    | 作中では「ワルプルギスの夜」と呼称される、第1部のラストボス。                    |
| 舞台装置の魔女の手下 | -                | 劇団イヌカレー          | 『魔法少女まどか☆マギカ』                                    |                                                                                  |
| 落書きの魔女         | 無知             | 劇団イヌカレー          | 『魔法少女まどか☆マギカ』                                    |                                                                                  |
| ハコの魔女           | 憧憬             | 劇団イヌカレー（泥犬）  | 『魔法少女まどか☆マギカ』                                    |                                                                                  |
| 鳥かごの魔女         | 憤怒             | 劇団イヌカレー          | 『魔法少女まどか☆マギカ』                                    |                                                                                  |
| 鳥かごの魔女の手下   | 軽薄無思慮       | 劇団イヌカレー          | 『魔法少女まどか☆マギカ』                                    |                                                                                  |
| 銀の魔女             | 自由             | 劇団イヌカレー          | 『魔法少女まどか☆マギカ』                                    |                                                                                  |
| 影の魔女             | 独善             | 劇団イヌカレー          | 『魔法少女まどか☆マギカ』                                    |                                                                                  |
| 暗闇の魔女の手下     | 夢               | 劇団イヌカレー          | 『魔法少女まどか☆マギカ』                                    |                                                                                  |
| 芸術家の魔女         | 虚栄             | 劇団イヌカレー          | 『魔法少女まどか☆マギカ』                                    |                                                                                  |
| 芸術家の魔女の手下   | 作品             | 劇団イヌカレー          | 『魔法少女まどか☆マギカ』                                    |                                                                                  |
| やぎのこのゆめ       | -                | 劇団イヌカレー          | 『劇場版 魔法少女まどか☆マギカ [新編] 叛逆の物語』           | 志筑仁美の悪夢から誕生したナイトメア。                                           |
| くまのこのゆめ       | -                | 劇団イヌカレー          | 『劇場版 魔法少女まどか☆マギカ [新編] 叛逆の物語』           | 物語冒頭に登場するナイトメア。                                                   |
| くるみ割りの魔女     | 自己完結         | 劇団イヌカレー          | 『劇場版 魔法少女まどか☆マギカ [新編] 叛逆の物語』           | 暁美ほむらが魔女化した姿。                                                       |
| ゴムの魔女           | 反発             | 劇団イヌカレー          | 『魔法少女まどか☆マギカ』 ドラマCD「夏の魔法少女強化合宿!!」 |                                                                                  |
| ゴムの魔女の手下     | 浮力             | 劇団イヌカレー          | 『魔法少女まどか☆マギカ』 ドラマCD「夏の魔法少女強化合宿!!」 |                                                                                  |
| 女王の黄昏           | 支配             | 枡狐/蛙空（原案・監修） | 『魔法少女たると☆マギカ』                                    | イザボーが魔女化した姿。                                                         |

### ウワサ
第1部に登場する本作品オリジナルの敵キャラクター。神浜市内に流れている様々なうわさ（都市伝説のようなもの）が現実化した存在。特定のうわさに固執しており、うわさの内容から外れる行動をとる者は容赦なく排除しようとする。結界に似た空間を自身の周りに展開したり、使い魔のようなものを引き連れているなど、魔女と非常によく似た性質を持っている。しかし魔力の波動は異なるものであり、倒してもグリーフシードは落とさない。また、自身が司るうわさに関係する感情や概念に対して耐性を持ち、逆にそれと対になるものに対して弱いという特徴がある。
うわさはウワサさん（声 - 加藤英美里）と呼ばれる使い魔のような存在が広めている。一般人からは普通の人間として認識され、会話でうわさを広められる。だが、 ウワサさんが立ち去ると相手はそのことを忘れてしまい、結果として誰からうわさを聞いたのかが分からなくなってしまう。
原案はf4samurai、監修は劇団イヌカレー（泥犬）。
| 名前                           | うわさの名前               | うわさの内容 | 備考 |
| ------------------------------ | -------------------------- | --- | --- |
| 絶交階段のウワサ               | 絶交ルールのうわさ         | 誰かと喧嘩して「絶交」と言った後、謝った者は嘘つきと見なされて連れ去られる。 | |
| 絶交南京錠のウワサ             | 絶交ルールのうわさ         | 誰かと喧嘩して「絶交」と言った後、謝った者は嘘つきと見なされて連れ去られる。 | 「絶交階段のウワサ」の手下。 |
| マチビト馬のウワサ             | 口寄せ神社のうわさ         | お参りをすると会いたい人に会えるが、そのまま帰って来られなくなる。 | アニメ版では「口寄せ神社のウワサ」に名称変更。 |
| 口寄せ絵馬のウワサ             | 口寄せ神社のうわさ         | お参りをすると会いたい人に会えるが、そのまま帰って来られなくなる。 | 「マチビト馬のウワサ」の手下。 |
| ミザリーリュトンのウワサ       | ミザリーウォーターのうわさ | 参京区内で配られている謎の水を飲んでしまうと、24時間後に不幸に見舞われる。 | アニメ版では「フクロウ幸運水のウワサ」に名称変更。 |
| ミザリーオウルのウワサ         | ミザリーウォーターのうわさ | 参京区内で配られている謎の水を飲んでしまうと、24時間後に不幸に見舞われる。 | 「ミザリーリュトンのウワサ」の手下。 |
| 名無し人工知能のウワサ         | 名無しさんのうわさ         | 寂しい子を電波塔から飛び降りるように誘い、「ひとりぼっちの最果て」に幽閉する。 | さなからは「アイちゃん」と呼ばれている。 アニメ版では「ひとりぼっちの最果てのウワサ」に名称変更。 ゲーム版・アニメ版ともに声優は咲々木瞳。 |
| 名無しメールのウワサ           | 名無しさんのうわさ         | 寂しい子を電波塔から飛び降りるように誘い、「ひとりぼっちの最果て」に幽閉する。 | 「名無し人工知能のウワサ」の手下。 |
| 記憶キュレーターのウワサ       | 記憶ミュージアムのうわさ   | 様々な人の記憶が保管され、記憶を見た人の記憶にも影響を及ぼす。 | アニメ版では「記憶ミュージアムのウワサ」に名称変更。 |
| 記憶スタッフのウワサ           | 記憶ミュージアムのうわさ   | 様々な人の記憶が保管され、記憶を見た人の記憶にも影響を及ぼす。 | 「記憶キュレーターのウワサ」の手下。 |
| キレートビッグフェリスのウワサ | キレーションランドのうわさ | 観覧車に入った人を幸せな気分にし、二度と出る気を無くす。 | |
| キレートマスコットのウワサ     | キレーションランドのうわさ | 観覧車に入った人を幸せな気分にし、二度と出る気を無くす。 | 「キレートビッグフェリスのウワサ」の手下。 鶴乃に憑依し、「ウワサの鶴乃」となっていた。 |
| フラワースピーカーのウワサ     | 受信ペンダントのうわさ     | ペンダントを身につけた者をマギウスの手駒として洗脳する。 | |
| 神浜聖女のウワサ               | 神浜聖女のうわさ           | 不明。 | 巴マミに憑依し洗脳していた。 |
| 女王グマのウワサ               | 不明                       | 不明。 | マギウスの本拠地「ホテルフェントホープ」の正体。 アニメでは各地を転々としており、入口の場所がいつも変わるので入るにはマギウスの翼の案内が必要な「ホテルフェントホープのウワサ」とされる。 さらにキレーションランドのウワサと合体、「迎撃遊園要塞キレーションフェントホープのウワサ」となった。 |
| 兵隊グマのウワサ               | 不明                       | 不明。 | 「女王グマのウワサ」の手下。 |
| 働きグマのウワサ               | 不明                       | 不明。 | 「女王グマのウワサ」の手下。 |
| こねこのゴロゴロのウワサ       | 不明                       | 「会いたいあの子」に出会うため、デジタル世界に人をさらう。 大元のウワサは「ウワサのさな」と同じ姿。 | 原案・監修：劇団イヌカレー（泥犬）。 期間限定イベント『Bittersweet AI Memory』に登場。 |
| ぶたのピグルスのウワサ         | 不明                       | 「会いたいあの子」に出会うため、デジタル世界に人をさらう。 大元のウワサは「ウワサのさな」と同じ姿。 | 原案・監修：劇団イヌカレー（泥犬）。 期間限定イベント『Bittersweet AI Memory』に登場。 |
| うしのモウタロウのウワサ       | 不明                       | 「会いたいあの子」に出会うため、デジタル世界に人をさらう。 大元のウワサは「ウワサのさな」と同じ姿。 | 原案・監修：劇団イヌカレー（泥犬）。 期間限定イベント『Bittersweet AI Memory』に登場。 |
| 覗き見城下町のウワサ           | 覗き見城下町のうわさ       | 城下町を見て回ったあとに自分の足の間から町を覗いてみると古い町並みを見る事ができる。見過ぎると向こうの住人にされてしまう。 アニメ版では「お城を中心にして左回り（ルートは不明）で巡った後、遊郭北側の石段の最上階でかしわ手を打ってお辞儀をし、両足の間から城下町を覗く」「古い町並みには、見返り太夫という化け物がいて、見つかると食べられてしまう」という設定が付加。 | 原案・監修：劇団イヌカレー（泥犬）。 ゲーム版では当初テキストで言及されているのみだったが、その後敵キャラクターとして実装。 アニメ版では第2期第2話冒頭で登場する。 |

### キモチ
第2部に登場する本作品オリジナルの敵キャラクター。魔女ともウワサとも異なる存在で、倒した者にブレスレットとなって取り付く性質を持つ。真名は魔女文字ではなく、八卦を元にしたオリジナルの記号で表される。
その正体は、エンブリオ・イブと小さなキュゥべえが一体化した際に、纏っていた宝石の欠片が散らばったことで生まれた存在。ブレスレットは大きな力を秘めている。居場所はウワサがあった場所に存在していて感情の高鳴りで現れるとされる。ういはイブの元の姿であること、小さなキュゥべえはういの魂が格納されていたことやイブと一体化したという経緯もあることから、彼女らはキモチの大まかな所在地を感知することができる。その最終目的は全てのキモチと融合し、最後に自動浄化システムと融合することでイブを復活させること、魔法少女同士を争わていたのもイブ復活後に障害となる魔法少女を排除するためであった。
一度取り付かれると、自分が命を差し出せる相手にしかブレスレットの譲渡・取り外しはできなくなる。取り付かれた人物は、キモチとうまく心を交わすことができればキモチが持つ力を行使することができるが、自分の心に乱れが生じるとキモチに身体を乗っ取られ力が暴走することがあるほか、心を交わせない場合は不適格者と見なされて勝手に外れる。その一方で気心が知れる相手への譲渡や貸し借りは可能であることから、他の魔法少女の説得を試みるために一時的に石を借りてその力を使うこともある。
| 名前                      | 司る感情 | 取り付いた魔法少女                                                                        |
| ------------------------- | -------- | ----------------------------------------------------------------------------------------- |
| 悦ぶ サファイアの唇       | 恍惚     | 環いろは                                                                                  |
| 従順な ルビーのへそ       | 期待     | 時女静香→環いろは→時女静香                                                                |
| 振動する アクアマリンの踵 | 激怒     | 大庭樹里→紅晴結菜→煌里ひかる→環いろは→紅晴結菜→環いろは→紅晴結菜                          |
| 陥るは ターコイズの耳     | 嫌悪     | 深月フェリシア→八雲みたま→環いろは→環うい                                                 |
| 麗しい 真珠の眼           | 驚嘆     | 笠音アオ→和泉十七夜→笠音アオ→紅晴結菜→笠音アオ→環いろは→藍家ひめな                        |
| 健やかなる オパールの首   | 敬愛     | 大庭樹里→紅晴結菜→大庭樹里→環いろは→大庭樹里（→ちはるが一時使用）→環いろは→佐鳥かごめ     |
| 漂う ダイヤモンドの髪     | 恐怖     | 広江ちはる→藍家ひめな→広江ちはる→環いろは→広江ちはる（→樹里が一時使用）→環いろは→氷室ラビ |
| 止まる ガーネットの小指   | 悲嘆     | 牧野郁美→大庭樹里→紅晴結菜→環いろは→和泉十七夜→環いろは→リディア・メディロス              |

## ドッペル
神浜市内で魔法少女のソウルジェムが穢れきった際に発動する力。穢れを力に変換して使っているため、ドッペルの使用後はソウルジェムが浄化され、魔女になることがない。
テレビアニメ版では第2期第2話でみたまによって説明がなされており、「ドッペル・ウィッチ」という正式名称であることと、発動させることで高い依存性と副作用を持つことが語られている。このうち副作用については第4話で濫用しすぎた結果ドッペルが暴走し、主である魔法少女の人格を乗っ取り魔女のような姿になる描写がなされており、「ドッペル症」と呼ばれている。
実装日は、特記がない限り当該魔法少女の星5実装日と同じ。
| 名前                             | 姿                   | 魔法少女                    | 原案・監修                                          | 備考 |
| -------------------------------- | -------------------- | --------------------------- | --------------------------------------------------- | --- |
| 沈黙のドッペル                   | 呼子鳥               | 環いろは                    | 劇団イヌカレー（泥犬）                              | |
| 沈黙のドッペル                   | 呼子鳥               | 環いろは 水着ver.           | 劇団イヌカレー（泥犬）                              | 通常バージョンに先行して実装。装飾や演出が夏仕様になっている。 |
| 沈黙のドッペル                   | 呼子鳥               | 環いろは アニメver.         | 劇団イヌカレー（泥犬）                              | デザインや演出がアニメ版を元にした仕様になっている。 |
| 喚呼のドッペル                   | 感情                 | ∞いろは                     | 劇団イヌカレー（泥犬）                              | 沈黙のドッペルと幸福の魔女（受難のドッペル）が一体化した姿になっている。 |
| モギリのドッペル                 | 切符鋏               | 七海やちよ                  | 劇団イヌカレー（泥犬）                              | |
| モギリのドッペル                 | 切符鋏               | 七海やちよ 七夕ver.         | 劇団イヌカレー（泥犬）                              | 装飾や演出が七夕仕様になっている。 |
| モギリのドッペル                 | 切符鋏               | 七海やちよ アニメver.       | 劇団イヌカレー（泥犬）                              | デザインや演出がアニメ版を元にした仕様になっている。 |
| モギリのドッペル                 | 切符鋏               | 七海やちよ おとぎ話ver.     | 劇団イヌカレー（泥犬）                              | 装飾や演出が通常バージョンと異なる。 |
| モギリのドッペル                 | 天気輪               | 七海やちよ ヒストリアver.   | 劇団イヌカレー（泥犬）                              | 装飾や演出が通常バージョンと異なる。 |
| 団欒のドッペル                   | 金華                 | 由比鶴乃                    | 劇団イヌカレー（泥犬）                              | |
| 団欒のドッペル                   | 金華                 | ウワサの鶴乃                | 劇団イヌカレー（泥犬）                              | 通常バージョンの色違いになっている。 |
| 攪拌のドッペル                   | 瞼                   | 深月フェリシア              | 劇団イヌカレー（泥犬）                              | |
| 攪拌のドッペル                   | 牛酪                 | フェリシアちゃん            | PAPA                                                | 攻撃の演出が通常バージョンと異なる。 |
| 無色透明のドッペル               | 審問椅子             | 二葉さな                    | 劇団イヌカレー（泥犬）                              | |
| 受難のドッペル                   | 幸福な彫像           | 環うい                      | 劇団イヌカレー（泥犬）                              | |
| 自戒のドッペル                   | ネイル               | 十咎ももこ                  | 劇団イヌカレー（泥犬）                              | |
| 自戒のドッペル                   | ネイル               | 十咎ももこ シスターver.     | f4samurai（原案） 劇団イヌカレー（泥犬）（監修）    | 装飾や演出がハロウィン仕様になっている。 |
| 変身のドッペル                   | ガラス靴             | 水波レナ                    | 劇団イヌカレー（泥犬）                              | |
| 変身のドッペル                   | 飛び蹴り             | レナちゃん アイドルver.     | PAPA                                                | 攻撃の演出が通常バージョンと異なる。 |
| 陣取りのドッペル                 | 敷地                 | 秋野かえで                  | 劇団イヌカレー（泥犬）                              | |
| 熱病のドッペル                   | チューブ             | アリナ・グレイ              | 劇団イヌカレー（泥犬）                              | |
| 熱病のドッペル                   | 絞り袋               | ホーリーアリナ              | 劇団イヌカレー（泥犬）                              | 装飾や演出がクリスマス仕様になっている。 |
| 白昼夢のドッペル                 | マッチ売り           | 里見灯花                    | 劇団イヌカレー（泥犬）                              | |
| 遺言のドッペル                   | 死番虫               | 柊ねむ                      | 劇団イヌカレー（泥犬）                              | |
| 隔絶のドッペル                   | テラリウム           | 天音月夜                    | 劇団イヌカレー（泥犬）                              | |
| 無縁のドッペル                   | アクアリウム         | 天音月咲                    | 劇団イヌカレー（泥犬）                              | メインストーリー第1部第4章では当時実装されていなかったため未登場。 実装後のアニメ第1期第7話およびコミカライズ版のメインストーリー第4巻・アナザーストーリー第2巻、後継ゲームアプリ『魔法少女まどか☆マギカ Magia Exedra』での本作品のストーリー上では月夜とともに出現させている。 |
| 絶縁無縁のドッペル               | ハーバリウム         | 天音姉妹 水着ver.           | 劇団イヌカレー（泥犬）                              | 天音姉妹それぞれのドッペルが合体し一体化する。 アニメ版最終章第2話では通常版の合体した姿で登場。 |
| 生業のドッペル                   | 鳥捕り               | 梓みふゆ                    | 劇団イヌカレー（泥犬）                              | |
| 生業のドッペル                   | 鳥捕り               | 梓みふゆ おとぎ話ver.       | 劇団イヌカレー（泥犬）                              | 装飾や演出が通常バージョンと異なる。 |
| メメントモリのドッペル           | 花弁                 | 八雲みたま                  | 劇団イヌカレー（泥犬）                              | |
| メメントモリのドッペル           | 佳日                 | 八雲みたま 晴着ver.         | 劇団イヌカレー（泥犬）                              | 装飾や演出が正月仕様になっている。 |
| メメントモリのドッペル           | 花弁                 | 八雲みたま 常闇ver.         | 劇団イヌカレー（泥犬）                              | 攻撃の演出が通常バージョンと異なる。 |
| 共鳴りのドッペル                 | ハチドリ             | 雪野かなえ                  | 劇団イヌカレー（泥犬）                              | |
| 開示のドッペル                   | 卜者                 | 安名メル                    | 劇団イヌカレー（泥犬）                              | |
| 解体のドッペル                   | 竈獅子               | 和泉十七夜                  | 劇団イヌカレー（泥犬）                              | |
| 解体のドッペル                   | 竈獅子               | 和泉十七夜 ヴァンパイアver. | f4samurai（原案） 劇団イヌカレー（泥犬）（監修）    | 装飾や演出がハロウィン仕様になっている。 |
| 解体のドッペル                   | 竈獅子               | 和泉十七夜 常闇ver.         | 劇団イヌカレー（泥犬）                              | 攻撃の演出が通常バージョンと異なる。 |
| 癇癪のドッペル                   | ヒナ鳥               | 八雲みかげ                  | f4samurai（原案） 劇団イヌカレー（泥犬）（監修）    | |
| 隠遁のドッペル                   | 鏡                   | 瀬奈みこと                  | 劇団イヌカレー（泥犬）                              | |
| 隠遁のドッペル                   | 鏡                   | ウワサのみこと              | 劇団イヌカレー（泥犬）                              | 装飾や演出が通常バージョンと異なる。 |
| 慈悲のドッペル                   | 救済                 | 鹿目まどか                  | 劇団イヌカレー（泥犬）                              | |
| 慈悲のドッペル                   | 賀正                 | 鹿目まどか 晴着ver.         | 劇団イヌカレー（泥犬）                              | 装飾や演出が正月仕様になっている。 |
| 慈悲のドッペル                   | 退去                 | まどか先輩                  | PAPA 劇団イヌカレー（泥犬）                         | 攻撃の演出が通常バージョンと異なる。 |
| 慈悲のドッペル                   | 救済                 | 鹿目まどか 水着ver.         | 劇団イヌカレー（泥犬）                              | 装飾や演出が夏仕様になっている。 |
| 慈悲と沈黙のドッペル             | 救済・呼子鳥         | まどか先輩・いろはちゃん    | PAPA 劇団イヌカレー（泥犬）                         | 2人が同時にドッペルを出現させ、通常と異なる演出で攻撃する。 ドッペル図鑑には未掲載。 |
| 閉鎖回路のドッペル               | 此岸                 | 暁美ほむら 眼鏡ver.         | 劇団イヌカレー（泥犬）                              | |
| 閉鎖回路のドッペル               | 此岸                 | 暁美ほむら 水着ver.         | 劇団イヌカレー（泥犬）                              | 装飾や演出が夏仕様になっている。 |
| 業因のドッペル                   | 此岸                 | 暁美ほむら                  | 劇団イヌカレー（泥犬）                              | 攻撃の演出が通常の眼鏡ver.と異なる。 |
| 業因のドッペル                   | 宝船                 | 暁美ほむら 晴着ver.         | 劇団イヌカレー（泥犬）                              | 装飾や演出が正月仕様になっている。 |
| 恋慕のドッペル                   | 人魚                 | 美樹さやか                  | 劇団イヌカレー（泥犬）                              | |
| 恋慕のドッペル                   | 人魚                 | 美樹さやか 晴着ver.         | 劇団イヌカレー（泥犬）                              | 装飾や演出が正月仕様になっている。 |
| 恋慕のドッペル                   | 人魚                 | 美樹さやか 波乗りver.       | 劇団イヌカレー（泥犬）                              | 装飾や演出が夏仕様になっている。 |
| ご招待のドッペル                 | おめかし             | 巴マミ                      | 劇団イヌカレー（泥犬）                              | |
| 礼拝のドッペル                   | 光輪                 | ホーリーマミ                | 劇団イヌカレー（泥犬）                              | 装飾や演出がクリスマス仕様になっている。 ストーリー上でホーリーマミは「フローレンス」と呼称している。 |
| 常夏のドッペル                   | 陽気                 | 巴マミ 水着ver.             | 劇団イヌカレー（泥犬）                              | 装飾や演出が夏仕様になっている。 |
| 自棄のドッペル                   | 武旦                 | 佐倉杏子                    | 劇団イヌカレー（泥犬）                              | |
| 自棄のドッペル                   | 武旦                 | 佐倉杏子 水着ver.           | 劇団イヌカレー（泥犬）                              | 装飾や演出が夏仕様になっている。 |
| 安寧のドッペル                   | 千手                 | 時女静香                    | f4samurai（原案） 劇団イヌカレー（泥犬）（監修）    | |
| 安寧のドッペル                   | 千手                 | 時女静香 初日の出ver.       | 劇団イヌカレー（泥犬）                              | 装飾や演出が正月仕様になっている。 |
| より抜きのドッペル               | 袖搦                 | 広江ちはる                  | 劇団イヌカレー（泥犬）                              | |
| 諦念のドッペル                   | サシガメ             | 土岐すなお                  | 劇団イヌカレー（泥犬）                              | |
| 折檻のドッペル                   | 獄卒                 | 紅晴結菜                    | f4samurai（原案） 劇団イヌカレー（泥犬）（監修）    | |
| 奨励のドッペル                   | 飛行船               | 大庭樹里                    | 劇団イヌカレー（泥犬）                              | |
| 悪果のドッペル                   | 叢雲                 | 笠音アオ                    | 劇団イヌカレー（泥犬）                              | |
| 鈍重のドッペル                   | 戦車                 | 煌里ひかる                  | 劇団イヌカレー（泥犬）                              | 2019年10月28日に実装。 |
| 恒久のドッペル                   | 肖像                 | 藍家ひめな                  | f4samurai（原案） 劇団イヌカレー（泥犬）（監修）    | |
| 隔意のドッペル                   | 刺座                 | 宮尾時雨                    | 劇団イヌカレー（泥犬）                              | 2019年12月16日に実装。 |
| 虚勢のドッペル                   | リバーシブル         | 安積はぐむ                  | 劇団イヌカレー（泥犬）                              | |
| 停滞のドッペル                   | セキュリティシステム | 神楽燦                      | f4samurai（原案） 劇団イヌカレー（泥犬）（監修）    | |
| 赤裸々のドッペル                 | 靴                   | 遊狩ミユリ                  | f4samurai（原案） 劇団イヌカレー（泥犬）（監修）    | |
| 苦界のドッペル                   | 樹形図               | リヴィア・メディロス        | f4samurai（原案） 劇団イヌカレー（泥犬）（監修）    | |
| 求愛のドッペル                   | 塔                   | 篠目ヨヅル                  | 富士フジノ                                          | |
| 放浪のドッペル                   | クッキー             | 佐和月出里                  | 渡辺明夫                                            | |
| 放浪のドッペル                   | クッキー             | 佐和月出里 バレンタインver. | 渡辺明夫                                            | 装飾や演出がバレンタイン仕様になっている。 |
| 仁怨のドッペル                   | 祭壇                 | 氷室ラビ                    | f4samurai（原案） 劇団イヌカレー（泥犬）（監修）    | |
| 仁怨のドッペル                   | 祭壇                 | 氷室ラビ キモチver.         | 劇団イヌカレー（泥犬）                              | 仁怨のドッペルと全てのキモチが一体化した姿になっている。 |
| 慕情のドッペル                   | 船首像               | 栗栖アレクサンドラ          | 劇団イヌカレー（泥犬）                              | |
| 保障のドッペル                   | 砦                   | 三浦旭                      | f4samurai（原案） 劇団イヌカレー（泥犬）（監修）    | |
| 交情のドッペル                   | 傀儡人形             | 有愛うらら                  | f4samurai（原案） 劇団イヌカレー（泥犬）（監修）    | |
| 滑稽のドッペル                   | 架子花臉             | 里見那由他                  | f4samurai（原案） 劇団イヌカレー（泥犬）（監修）    | |
| 播種のドッペル                   | 天華                 | 佐鳥かごめ                  | f4samurai（原案） 劇団イヌカレー（泥犬）（監修）    | |
| 逃避のドッペル                   | ヨダカ               | 黒江                        | 劇団イヌカレー（泥犬）                              | アニメ第2期で先行登場。 |
| 逃避のドッペル                   | ヨダカ               | 黒江 水着ver.               | f4samurai（原案） 劇団イヌカレー（泥犬）（監修）    | 装飾や演出が夏仕様になっている。 |
| 天誅のドッペル                   | 藁武者               | 水名露                      | f4samurai（原案） 劇団イヌカレー（泥犬）（監修）    | |
| 仇討のドッペル                   | 虚無僧               | 千鶴                        | f4samurai（原案） 劇団イヌカレー（泥犬）（監修）    | |
| 懐疑のドッペル                   | ハゲワシ             | エボニー                    | f4samurai（原案） 劇団イヌカレー（泥犬）（監修）    | |
| 喪失のドッペル                   | 空船                 | オルガ                      | 枡狐/蛙空                                           | |
| 離間のドッペル                   | 破船                 | ガンヒルト                  | 枡狐/蛙空                                           | |
| 狂信のドッペル                   | 経典                 | ヘルカ                      | f4samurai（原案） 劇団イヌカレー（泥犬）（監修）    | |
| 浸食のドッペル                   | 大蛇                 | トヨ                        | 千里GAN                                             | |
| 予言のドッペル                   | 天秤                 | アマリュリス                | f4samurai（原案） 劇団イヌカレー（泥犬）（監修）    | |
| 電令のドッペル                   | 心電図               | 五十鈴れん                  | 劇団イヌカレー（泥犬）                              | |
| 報復のドッペル                   | 狐                   | 静海このは                  | 劇団イヌカレー（泥犬）                              | |
| 返報のドッペル                   | 蔵                   | 遊佐葉月                    | 劇団イヌカレー（泥犬）                              | |
| 突貫のドッペル                   | 引き金               | 三栗あやめ                  | 劇団イヌカレー（泥犬）                              | |
| 誓約のドッペル                   | 狐拳                 | このは・葉月                | 劇団イヌカレー（泥犬）                              | このは・葉月・あやめ3人のドッペルが合体し一体化する。 |
| 枕探しのドッペル                 | モートセーフ         | 御園かりん                  | 劇団イヌカレー（泥犬）                              | |
| 我慢のドッペル                   | 殻                   | 粟根こころ                  | GAN                                                 | |
| 軽忽のドッペル                   | スモッグ             | 都ひなの                    | 劇団イヌカレー（泥犬）                              | |
| 包括のドッペル                   | 外套                 | 相野みと                    | 劇団イヌカレー（泥犬）                              | |
| 変温のドッペル                   | 鼻                   | 伊吹れいら                  | 劇団イヌカレー（泥犬）                              | |
| 逆転のドッペル                   | 検察官               | 桑水せいか                  | 劇団イヌカレー（泥犬）                              | |
| 風刺のドッペル                   | 遺物                 | れいら・せいか              | 劇団イヌカレー（泥犬）                              | れいら・せいか・みと3人のドッペルが合体し一体化する。 |
| 寵愛のドッペル                   | 撫子                 | 梢麻友                      | 劇団イヌカレー（泥犬）                              | |
| 離散のドッペル                   | 絆                   | 眞尾ひみか                  | PAPA                                                | |
| 手繰りのドッペル                 | 月下氷人             | 千秋理子                    | 劇団イヌカレー（泥犬）                              | アニメ第2期では当時ドッペル未実装の夏希・このみと共にドッペルと融合した姿で登場。 |
| 衆目集めのドッペル               | ゼンマイ人形         | 牧野郁美                    | 劇団イヌカレー（泥犬）                              | |
| 猛進のドッペル                   | 陣太鼓               | 竜城明日香                  | 劇団イヌカレー（泥犬）                              | |
| 猛進のドッペル                   | 神輿                 | 竜城明日香 新春龍神 ver.    | 劇団イヌカレー（泥犬）                              | 装飾や演出が正月仕様になっている。 |
| 表裏のドッペル                   | 暖簾                 | 常磐ななか                  | 劇団イヌカレー（泥犬）                              | |
| 反駁のドッペル                   | ペット               | 更紗帆奈                    | ムラ黒江                                            | |
| 職責のドッペル                   | 短刀                 | 史乃沙優希                  | 劇団イヌカレー（泥犬）                              | |
| 勇み足のドッペル                 | 裁断                 | 夏目かこ                    | 劇団イヌカレー（泥犬）                              | |
| 退屈のドッペル                   | デアデビル           | 七瀬ゆきか                  | 枡狐/蛙空                                           | |
| 安眠のドッペル                   | タオル               | 純美雨                      | 劇団イヌカレー（泥犬）                              | |
| 土葬のドッペル                   | 副葬品               | 古町みくら                  | 劇団イヌカレー（泥犬）                              | 2019年12月9日に実装。 |
| 誘惑のドッペル                   | ヘビイチゴ           | 木崎衣美里                  | 劇団イヌカレー（泥犬）                              | |
| 愚直のドッペル                   | 牛車                 | 南津涼子                    | f4samurai（原案） 劇団イヌカレー（泥犬）（監修）    | 2020年2月7日に実装。 |
| 盲目のドッペル                   | 第三の目             | 水樹塁                      | ササギコウシ（原案） 劇団イヌカレー（泥犬）（監修） | |
| 集客のドッペル                   | プロパン             | 胡桃まなか                  | 劇団イヌカレー（泥犬）                              | |
| 偏食のドッペル                   | バキュームクリーナー | 若菜つむぎ                  | 劇団イヌカレー（泥犬）                              | |
| 不満のドッペル                   | コンポート           | 香春ゆうな                  | 劇団イヌカレー（泥犬）                              | |
| 郷愁のドッペル                   | 残影                 | 飾利潤                      | f4samurai（原案） 劇団イヌカレー（泥犬）（監修）    | |
| フーテンのドッペル               | 風天                 | 保澄雫                      | 劇団イヌカレー（泥犬）                              | |
| 信仰のドッペル (Doppel of Faith) | Kawaii               | アシュリー・テイラー        | 劇団イヌカレー（泥犬）                              | 英語版では2020年6月29日に実装。 |
| 悪あがきのドッペル               | カーテンレール       | 三輪みつね                  | f4samurai（原案） 劇団イヌカレー（泥犬）（監修）    | |
| 成り上がりのドッペル             | ポーン               | 桐野紗枝                    | f4samurai（原案） 劇団イヌカレー（泥犬）（監修）    | |
| ゴシップのドッペル               | 二眼レフ             | 観鳥令                      | 劇団イヌカレー（泥犬）                              | |
| 垂涎のドッペル                   | 蛾                   | 入名クシュ                  | f4samurai（原案） 劇団イヌカレー（泥犬）（監修）    | |
| 鼓舞のドッペル                   | メガホン             | 空穂夏希                    | 劇団イヌカレー（泥犬）                              | ゲーム実装に先立ち、アニメ第2期でドッペルと融合した姿で登場。 |
| 緑化のドッペル                   | 腐葉土               | 春名このみ                  | 劇団イヌカレー（泥犬）                              | ゲーム実装に先立ち、アニメ第2期でドッペルと融合した姿で登場。 |
| 矜持のドッペル                   | ゴルゲット           | 美凪ささら                  | 劇団イヌカレー（泥犬）                              | |
| 綻びのドッペル                   | 糸切り               | 矢宵かのこ                  | 劇団イヌカレー（泥犬）                              | |
| ありのままのドッペル             | ポーチ               | 志伸あきら                  | 劇団イヌカレー（泥犬）                              | |
| 索漠のドッペル                   | 凪                   | 加賀見まさら                | 劇団イヌカレー（泥犬）                              | |
| 退行のドッペル                   | 遊園                 | 真井あかり                  | f4samurai（原案） 劇団イヌカレー（泥犬）（監修）    | |
| カリスマのドッペル               | ヒトデ               | 阿見莉愛                    | 劇団イヌカレー（泥犬）                              | |
| 決闘のドッペル                   | 鉛                   | 江利あいみ                  | 劇団イヌカレー（泥犬）                              | |
| 自然体のドッペル                 | 笑い袋               | 毬子あやか                  | f4samurai（原案） 劇団イヌカレー（泥犬）（監修）    | |
| 暴露のドッペル                   | 自白剤               | 綾野梨花                    | f4samurai（原案） 劇団イヌカレー（泥犬）（監修）    | |
| 環視のドッペル                   | 複眼                 | 伊並満                      | あらたまい                                          | |
| 発狂のドッペル                   | 一角獣               | ユゥ                        | 劇団イヌカレー（泥犬）                              | |
| 傷痕のドッペル                   | 鉤爪                 | シィ                        | 劇団イヌカレー（泥犬）                              | |
| 執着のドッペル                   | お菓子               | 百江なぎさ                  | 劇団イヌカレー（泥犬）                              | |
| 執着のドッペル                   | ショコラ             | 百江なぎさ バレンタインver. | 劇団イヌカレー（泥犬）                              | 装飾や演出がバレンタイン仕様になっている。 |
| 執着のドッペル                   | サイダー             | 百江なぎさ 水着ver.         | 劇団イヌカレー（泥犬）                              | 装飾や演出が夏仕様になっている。 |
| 煩悶のドッペル                   | 舞踏会               | 美国織莉子                  | ムラ黒江                                            | |
| 煩悶のドッペル                   | 舞踏会               | 美国織莉子 ver.Final        | f4samurai（原案） ムラ黒江（監修）                  | 装飾や演出が通常版から変更されている。 |
| 篭絡のドッペル                   | 針                   | 呉キリカ                    | ムラ黒江                                            | |
| 教化のドッペル                   | 滴                   | 千歳ゆま                    | ムラ黒江                                            | |
| 空腹のドッペル                   | 黒いコック           | かずみ                      | 平松正樹、天杉貴志                                  | 真名は「カローラ」。 |
| 空腹のドッペル                   | 美食家               | 昴かずみ                    | f4samurai（原案） 平松正樹、天杉貴志（監修）        | 装飾や演出が通常版から変更されている。 |
| 絶筆のドッペル                   | 本の虫               | 御崎海香                    | 平松正樹、天杉貴志                                  | |
| 熱血のドッペル                   | ミノタウロス         | 牧カオル                    | 平松正樹、天杉貴志                                  | |
| 浄火のドッペル                   | 救国                 | タルト                      | 枡狐/蛙空                                           | |
| 消滅のドッペル                   | 震怒                 | メリッサ                    | 枡狐/蛙空                                           | |
| 妄執のドッペル                   | 黒影                 | リズ                        | 枡狐/蛙空                                           | |
| 誇負のドッペル                   | 暴竜                 | エリザ                      | 枡狐/蛙空                                           | |
| 被虐のドッペル                   | 月夜烏               | コルボー                    | 枡狐/蛙空                                           | |
| 嗜虐のドッペル                   | 泣きウサギ           | ラピヌ                      | 枡狐/蛙空                                           | |
| 加虐のドッペル                   | 悪戯猫               | ミヌゥ                      | 枡狐/蛙空                                           | |
| 支配のドッペル                   | 女王の黄昏           | イザボー                    | 枡狐/蛙空                                           | |
| 錬金のドッペル                   | 合一神               | ペレネル                    | 枡狐/蛙空                                           | |
| 約束のドッペル                   | カゲロウ             | 天乃鈴音                    | GAN                                                 | |
| 臆病のドッペル                   | 豪腕                 | 成見亜里紗                  | GAN                                                 | |
| 夢見のドッペル                   | カーテン             | 日向茉莉                    | GAN                                                 | |
| 顕示のドッペル                   | 瞳                   | 奏遥香                      | GAN                                                 | |
| 正義のドッペル                   | 拡声器               | 詩音千里                    | GAN                                                 | |
| 仇討ちのドッペル                 | 鳥居                 | 美琴椿                      | GAN                                                 | |
| 呪縛のドッペル                   | 蛇切縄               | 千石撫子                    | 劇団イヌカレー（泥犬）                              | 真名は魔女文字ではなく漢字。 |
| 迷子のドッペル                   | 迷い牛               | 八九寺真宵                  | 劇団イヌカレー（泥犬）                              | 真名は魔女文字ではなく漢字。 |
| 焦心のドッペル                   | ふたつの影           | 羽川翼                      | 劇団イヌカレー（泥犬）                              | 真名は魔女文字ではなく漢字。 |
| 暴力のドッペル                   | 猿の手               | 神原駿河                    | 劇団イヌカレー（泥犬）                              | 真名は魔女文字ではなく漢字。 |
| 不死のドッペル                   | 怪異殺し             | 忍野忍                      | 劇団イヌカレー（泥犬）                              | 真名は魔女文字ではなく漢字。 |
| ツンドラのドッペル               | おもし蟹             | 戦場ヶ原ひたぎ              | 劇団イヌカレー（泥犬）                              | 真名は魔女文字ではなく漢字。 |